# Список динозавров
Список родов нептичьих динозавров
Этот список представлен только родами, число видов намного выше. Огромный промежуток времени и возраст останков делает невозможным точную оценку родов и видов динозавров. Подсчет, проведенный Майклом Бентоном в 2008 году, показал, что до 2004 года был описан 1401 вид нептичьих динозавров, более половины из них не являлись действительными (валидными). Количество новых видов резко возросло в последние десятилетия. Каждый год описывается несколько десятков новых видов.
Обозначения:
- nomen dubium — название сомнительное; данное название имеет неопределённое применение или по причине невозможности удовлетворительной типификации, или из-за невозможности установить, к какому таксону должен быть отнесён номенклатурный тип данного названия.
- nomen nudum — название «голое»; название, обнародованное (опубликованное) без сопровождения соответствующим описательным материалом.

Русские названия родов должны быть подтверждены авторитетными источниками в соответствующих статьях или здесь.

## A
- Aachenosaurus – впоследствии было установлено, что остатки являлись не фрагментом кости динозавра, а окаменелой древесиной растения рода Nicolia
- Aardonyx
- "Abdallahsaurus" – nomen nudum, Giraffatitan
- Abdarainurus
- Abditosaurus[2]
- Abelisaurus
- Abrictosaurus
- Abrosaurus
- Abydosaurus
- Acantholipan
- Acanthopholis
- Achelousaurus
- Acheroraptor
- Achillesaurus
- Achillobator
- Acristavus
- Acrocanthosaurus

- Acrotholus

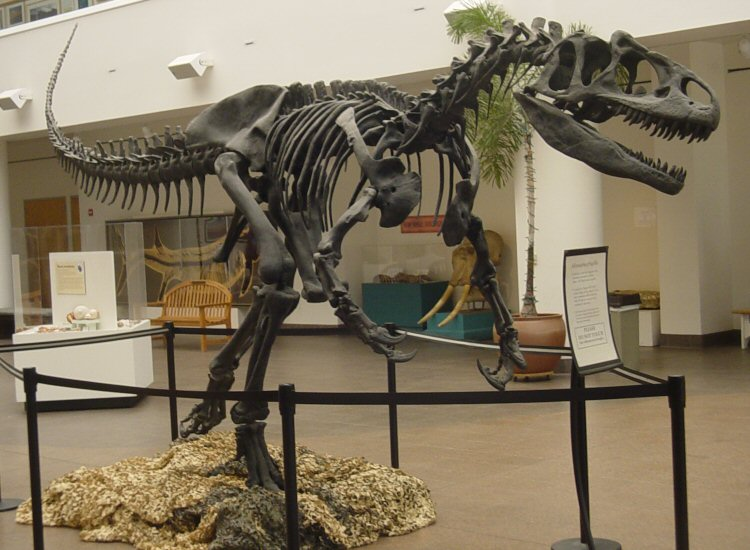
Реконструкция скелета аллозавра

- Actiosaurus – впоследствии был переклассифицирован как рептилия из группы Choristodera
- Adamantisaurus
- Adasaurus
- Adelolophus
- Adeopapposaurus
- Adratiklit
- Adynomosaurus
- Aegyptosaurus
- Aeolosaurus
- Aepisaurus
- Aepyornithomimus
- Aerosteon
- Aetonyx – младший синоним Massospondylus
- Afromimus
- Afrovenator
- Agathaumas – возможно, синоним Triceratops
- Aggiosaurus – впоследствии был переклассифицирован как метриоринхид
- Agilisaurus
- Agnosphitys – возможно, не является динозавром
- Agrosaurus – возможно, младший синоним Thecodontosaurus
- Agujaceratops
- Agustinia
- Ahshislepelta
- Ahvaytum[3]
- "Airakoraptor" – nomen nudum; Kuru
- Ajancingenia – синоним Heyuannia
- Ajkaceratops
- Ajnabia
- Akainacephalus
- Alamosaurus
- Alaskacephale
- Albalophosaurus
- Albertaceratops
- Albertadromeus
- Albertavenator
- Albertonykus
- Albertosaurus
- Albinykus
- Albisaurus –
- Alcovasaurus – возможно, младший синоним Miragaia
- Alectrosaurus
- Aletopelta

- Algoasaurus
- Alioramus

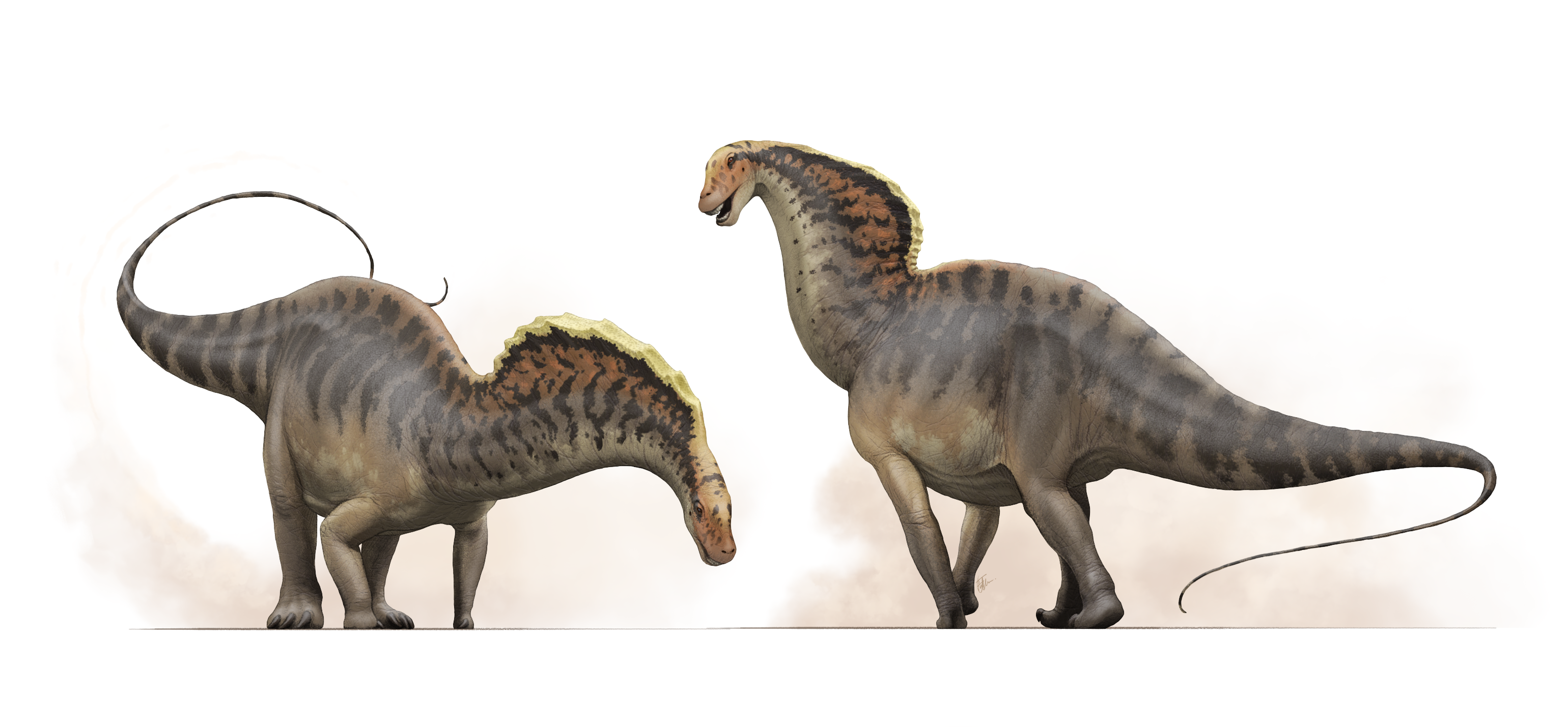
Реконструкция Amargasaurus

- Aliwalia – младший синоним Eucnemesaurus
- Allosaurus
- Almas
- Alnashetri
- Alocodon
- Alpkarakush[4]
- Altirhinus
- Altispinax
- Alvarezsaurus
- Alwalkeria
- Alxasaurus
- Amanasaurus[5] – возможно, не является динозавром
- Amanzia
- Amargasaurus
- "Amargastegos" – nomen nudum
- Amargatitanis
- Amazonsaurus
- Ambopteryx
- Ammosaurus – младший синоним Anchisaurus
- Ampelognathus[6]
- Ampelosaurus
- Amphicoelias
- "Amphicoelicaudia" – nomen nudum; Huabeisaurus
- "Amphisaurus" – занятое название; ныне Anchisaurus
- Amtocephale
- Amtosaurus – возможно, синоним Talarurus
- Amurosaurus
- Amygdalodon
- Anabisetia
- Analong
- Anasazisaurus
- Anatosaurus – младший синоним Edmontosaurus
- Anatotitan – младший синоним Edmontosaurus
- Anchiceratops
- Anchiornis
- Anchisaurus
- Andesaurus

- "Andhrasaurus" – nomen nudum

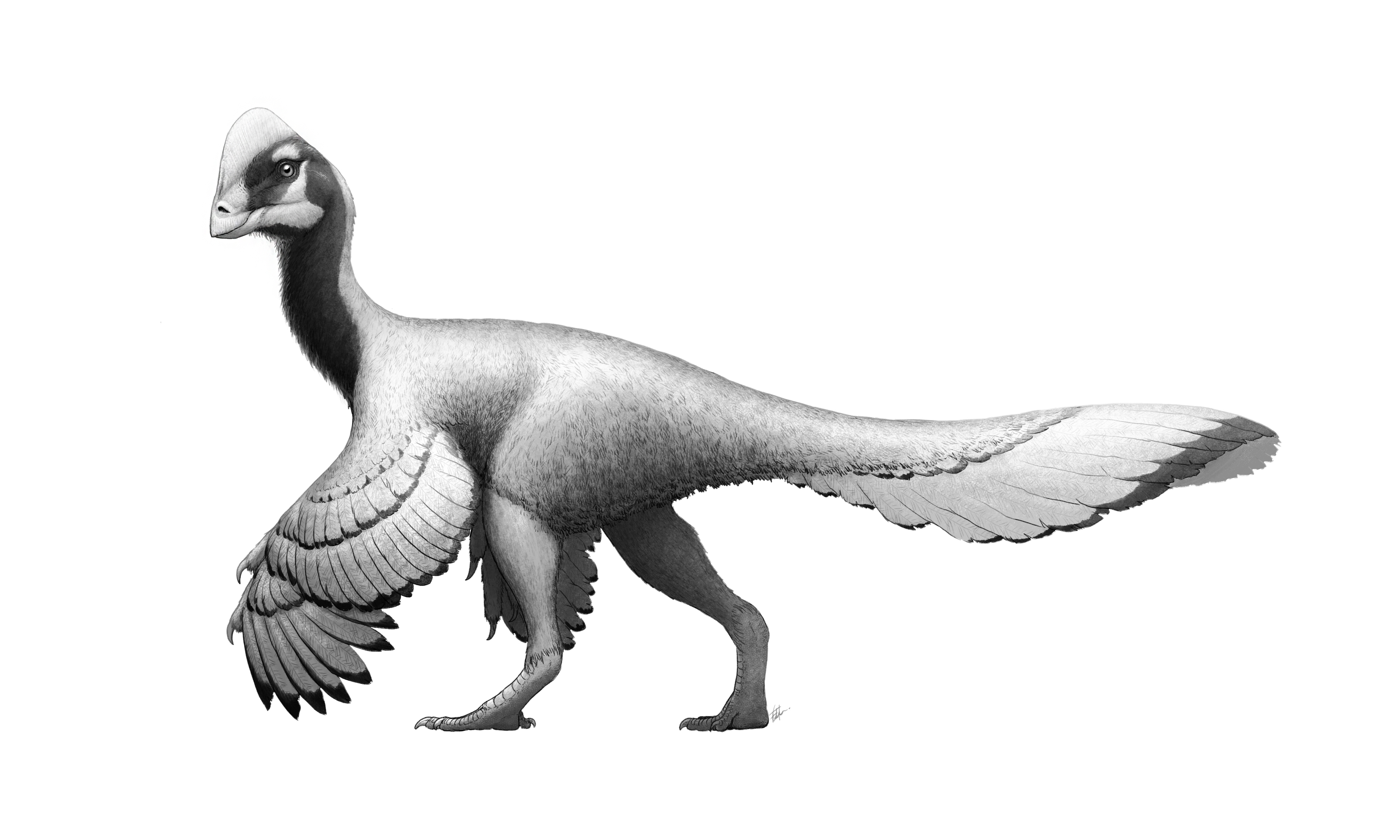
Реконструкция Anzu

- Angaturama – возможно, младший синоним Irritator
- "Angloposeidon" – nomen nudum
- Angolatitan
- Angulomastacator
- Anhuilong
- Aniksosaurus
- Animantarx
- Ankistrodon – впоследствии был переклассифицирован как протерозухид
- Ankylosaurus
- Anodontosaurus
- Anomalipes
- Anoplosaurus
- Anserimimus
- Antarctopelta
- Antarctosaurus
- Antetonitrus
- Anthodon – впоследствии был переклассифицирован как парейазавр
- Antrodemus – возможно, синоним Allosaurus
- Anzu
- Aoniraptor
- Aorun
- Apatodon – возможно, синоним Allosaurus
- Apatoraptor
- Apatosaurus
- Appalachiosaurus
- Aquilarhinus
- Aquilops
- Arackar
- Aragosaurus
- Aralosaurus
- Aratasaurus
- "Araucanoraptor" – nomen nudum; Neuquenraptor
- Archaeoceratops
- Archaeocursor[7]
- Archaeodontosaurus

- Archaeopteryx

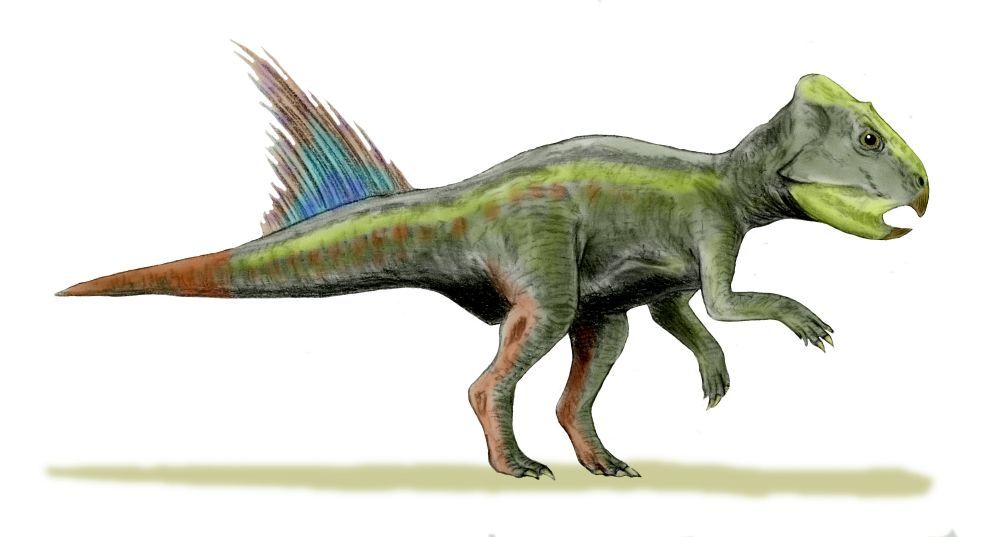
Реконструкция Archaeoceratops

- Archaeoraptor – химера, собранная из окаменелых костей птицы Yanornis и дромеозавра Microraptor
- Archaeornis – младший синоним Archaeopteryx
- Archaeornithoides
- Archaeornithomimus
- Arcovenator
- Arctosaurus – впоследствии был переклассифицирован как архозавр, не являющийся динозавром
- Arcusaurus
- Ardetosaurus[8]
- Arenysaurus
- Argentinosaurus
- Argyrosaurus
- Aristosaurus – младший синоним Massospondylus
- Aristosuchus
- Arizonasaurus – впоследствии был переклассифицирован как рауизухид
- Arkansaurus
- Arkharavia
- Arrhinoceratops
- Arrudatitan
- Arstanosaurus
- Asfaltovenator
- Asiaceratops
- Asiamericana – впоследствии был переклассифицирован как рыба
- Asiatosaurus
- Asiatyrannus[9]
- Asilisaurus – возможно, не является динозавром
- Astrodon
- Astrodonius – младший синоним Astrodon
- Astrodontaurus – младший синоним Astrodon
- Astrophocaudia
- Asylosaurus
- Atacamatitan
- Atlantosaurus
- Atlasaurus
- Atlascopcosaurus
- Atrociraptor
- Atsinganosaurus

- Aublysodon
- Aucasaurus

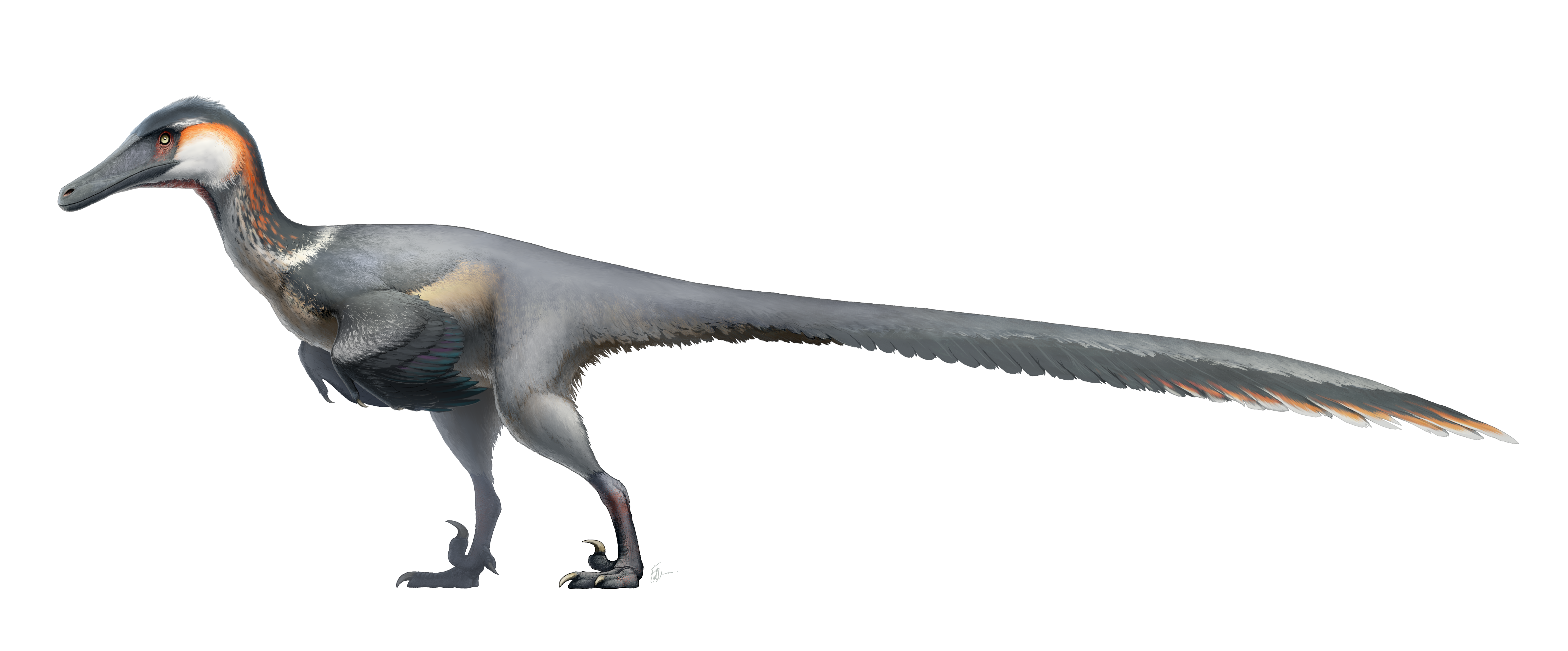
Реконструкция Austroraptor

- "Augustia" – занятое название; ныне Agustinia
- Augustynolophus
- Auroraceratops
- Aurornis
- Australodocus
- Australotitan
- Australovenator
- Austrocheirus
- Austroposeidon
- Austroraptor
- Austrosaurus
- Avaceratops
- "Avalonia" – занятое название; ныне Avalonianus
- Avalonianus – впоследствии был переклассифицирован как архозавр, не являющийся динозавром
- Aviatyrannis
- Avimimus
- Avipes – возможно, динозавроморф, не являющийся динозавром
- Avisaurus – впоследствии был переклассифицирован как птица клады энанциорнисовых
- Azendohsaurus – впоследствии был переклассифицирован как архозавроморф, не связанный с динозаврами

## B
- Baalsaurus
- Bactrosaurus
- Bagaceratops
- Bagaraatan
- Bagualia
- Bagualosaurus
- Bahariasaurus
- Bainoceratops
- Baiyinosaurus[10]
- Bajadasaurus
- "Bakesaurus" – nomen nudum; Bactrosaurus
- Balaur – возможно, птица; возможно, младший синоним Elopteryx
- "Balochisaurus" – nomen nudum
- Bambiraptor
- Banji
- Bannykus

- Baotianmansaurus
- Barapasaurus
- Barilium
- Barosaurus
- Barrosasaurus
- Barsboldia
- Baryonyx
- Bashanosaurus[11]
- Bashunosaurus

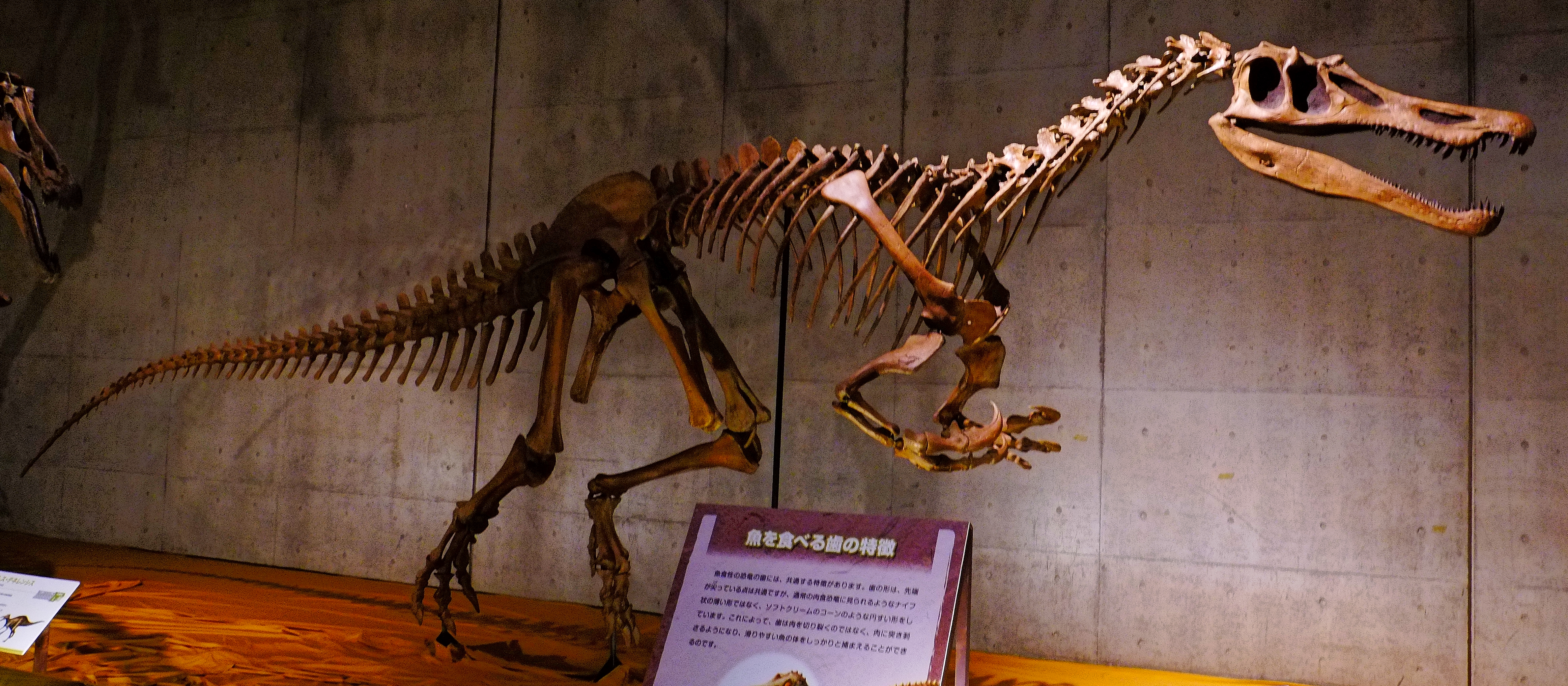
Реконструкция скелета Baryonyx

- Basutodon – впоследствии был переклассифицирован как архозавр, не относящийся к динозаврам
- Bathygnathus – впоследствии был переклассифицирован как пеликозавр
- Batyrosaurus
- Baurutitan
- Bayannurosaurus
- "Bayosaurus" – nomen nudum
- Becklespinax – младший синоним Altispinax
- "Beelemodon" – nomen nudum
- Beg
- Beibeilong
- Beipiaognathus – возможно, химера, собранная из остатков различных неизвестных динозавров
- Beipiaosaurus
- Beishanlong
- Bellusaurus
- Belodon – впоследствии был переклассифицирован как фитозавр
- Berberosaurus
- Berthasaura[12]
- Betasuchus
- Bicentenaria
- Bienosaurus
- "Bihariosaurus" – nomen nudum
- "Bilbeyhallorum" – nomen nudum; Cedarpelta
- Bissektipelta
- Bistahieversor
- Bisticeratops[13]
- "Blancocerosaurus" – nomen nudum, Giraffatitan
- Blasisaurus
- Blikanasaurus
- Bolong
- Bonapartenykus
- Bonapartesaurus
- Bonatitan
- Bonitasaura
- Borealopelta
- Borealosaurus
- Boreonykus
- Borogovia
- Bothriospondylus
- Brachiosaurus
- Brachyceratops
- Brachylophosaurus
- Brachypodosaurus
- Brachyrophus – младший синоним Camptosaurus

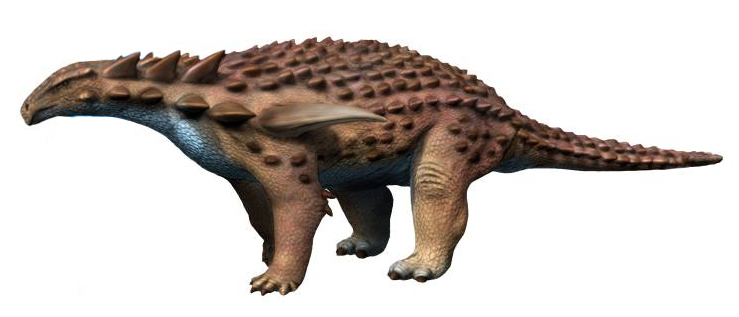
Реконструкция Borealopelta.

- Brachytaenius – впоследствии был переклассифицирован как метриоринхид; младший синоним Dakosaurus или Geosaurus
- Brachytrachelopan
- Bradycneme
- Brasileosaurus – впоследствии был переклассифицирован как архозавр, не связанный с динозаврами
- Brasilotitan
- Bravasaurus
- Bravoceratops
- Breviceratops
- Brighstoneus[14]
- Brohisaurus
- Brontomerus
- "Brontoraptor" – nomen nudum; Torvosaurus
- Brontosaurus
- Bruhathkayosaurus
- Bugenasaura – младший синоним Thescelosaurus
- Buitreraptor
- Burianosaurus
- Buriolestes
- Bustingorrytitan[15]
- "Byranjaffia" – nomen nudum; Byronosaurus
- Byronosaurus

## C
- Caenagnathasia – Ценагнатазия
- Caenagnathus – Ценагнат
- Caieiria[16]
- Caihong
- Calamosaurus
- "Calamospondylus" – занятое название; ныне Calamosaurus
- Calamospondylus
- Caletodraco[17]
- Callovosaurus
- Calvarius[18]
- Camarasaurus – Камаразавр
- Camarillasaurus
- Camelotia
- Campananeyen[19]
- Camposaurus
- "Camptonotus" – занятое название; ныне Camptosaurus
- Camptosaurus – Камптозавр
- "Campylodon" – занятое название; ныне Campylodoniscus
- Campylodoniscus
- Canardia
- "Capitalsaurus" – nomen nudum
- Carcharodontosaurus – Кархародонтозавр
- Cardiodon
- Carnotaurus – Карнотавр
- Caseosaurus
- Cathartesaura
- Cathetosaurus — возможно, вид Camarasaurus

- Caudipteryx – Каудиптерикс

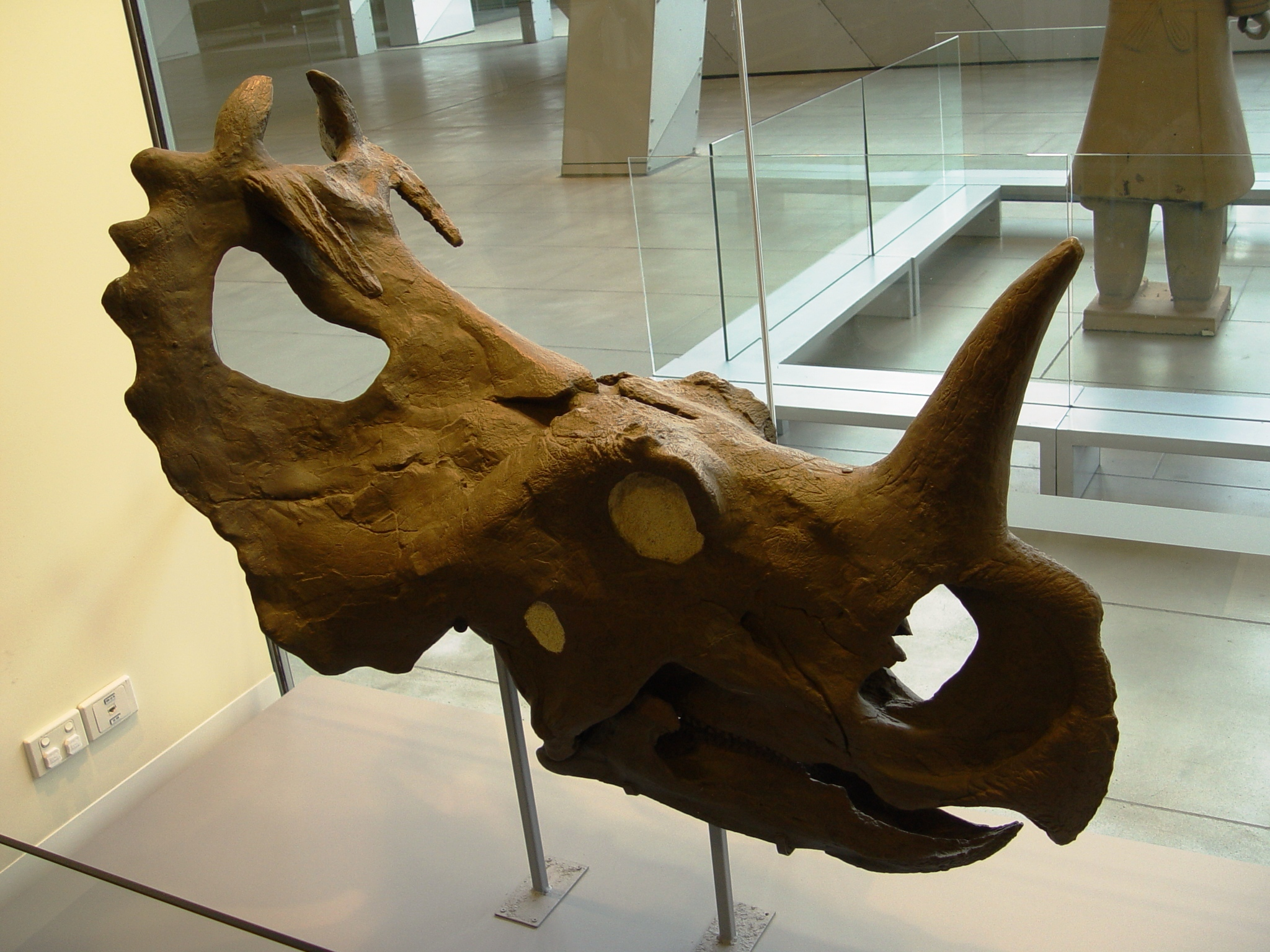
Череп Centrosaurus

- Caudocoelus – младший синоним Teinurosaurus
- Caulodon – младший синоним Camarasaurus
- Cedarosaurus
- Cedarpelta
- Cedrorestes
- Centemodon – впоследствии был переклассифицирован как фитозавр
- Centrosaurus – Центрозавр
- Cerasinops – Церасинопс
- Ceratonykus – Цератоник
- Ceratops
- Ceratosaurus – Цератозавр
- Ceratosuchops[20]
- Cetiosauriscus
- Cetiosaurus – Цетиозавр
- Chakisaurus[21]
- Changchunsaurus
- "Changdusaurus" – nomen nudum
- Changmiania
- Changyuraptor
- Chaoyangsaurus
- Charonosaurus – Харонозавр
- Chasmosaurus – Хасмозавр
- Chassternbergia – младший синоним Edmontonia
- Chebsaurus
- Chenanisaurus
- Cheneosaurus – младший синоним Hypacrosaurus
- Chialingosaurus
- Chiayusaurus
- Chienkosaurus – возможный синоним Szechuanosaurus
- "Chihuahuasaurus" – nomen nudum; Sonorasaurus
- Chilantaisaurus
- Chilesaurus
- Chindesaurus – Чиндезавр
- Chingkankousaurus
- Chinshakiangosaurus
- Chirostenotes – Хиростенотес
- Choconsaurus
- Chondrosteosaurus

- Choyrodon
- Chromogisaurus
- Chuandongocoelurus
- Chuanjiesaurus
- Chuanqilong
- Chubutisaurus
- Chucarosaurus[22]
- Chungkingosaurus
- Chuxiongosaurus
- "Cinizasaurus" – nomen nudum
- Cionodon
- Citipati – Читипати
- Citipes

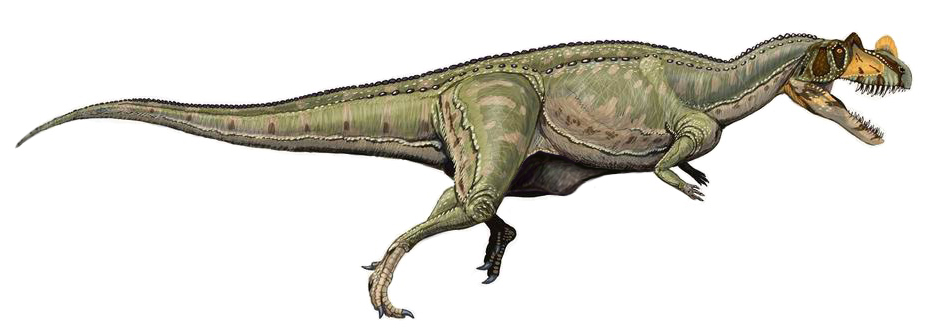
Реконструкция Ceratosaurus

- Cladeiodon – впоследствии был переклассифицирован как рауизухид; младший синоним Teratosaurus
- Claorhynchus – возможно, синоним Triceratops
- Claosaurus
- Clarencea – впоследствии был переклассифицирован как сфенозухия; синоним Sphenosuchus
- Clasmodosaurus
- Clepsysaurus – впоследствии был переклассифицирован как фитозавр (возможно, синоним Palaeosaurus)
- Coahuilaceratops
- Coahuilasaurus[23]
- Coelophysis – Целофизис
- "Coelosaurus"
- Coeluroides
- Coelurosauravus – Целюрозавравус; впоследствии был переклассифицирован как примитивный диапсид
- Coelurus – Целюр
- Colepiocephale
- "Coloradia" – занятое название; ныне Coloradisaurus
- Coloradisaurus – Колорадизавр
- "Colossosaurus" – nomen nudum; Pelorosaurus
- Comahuesaurus
- "Comanchesaurus" – nomen nudum
- Compsognathus – Компсогнат

- Compsosuchus
- Comptonatus[24]
- Concavenator – Конкавенатор
- Conchoraptor – Конхораптор
- Condorraptor
- Convolosaurus
- Coronosaurus
- Corythoraptor
- Corythosaurus – Коритозавр
- Craspedodon

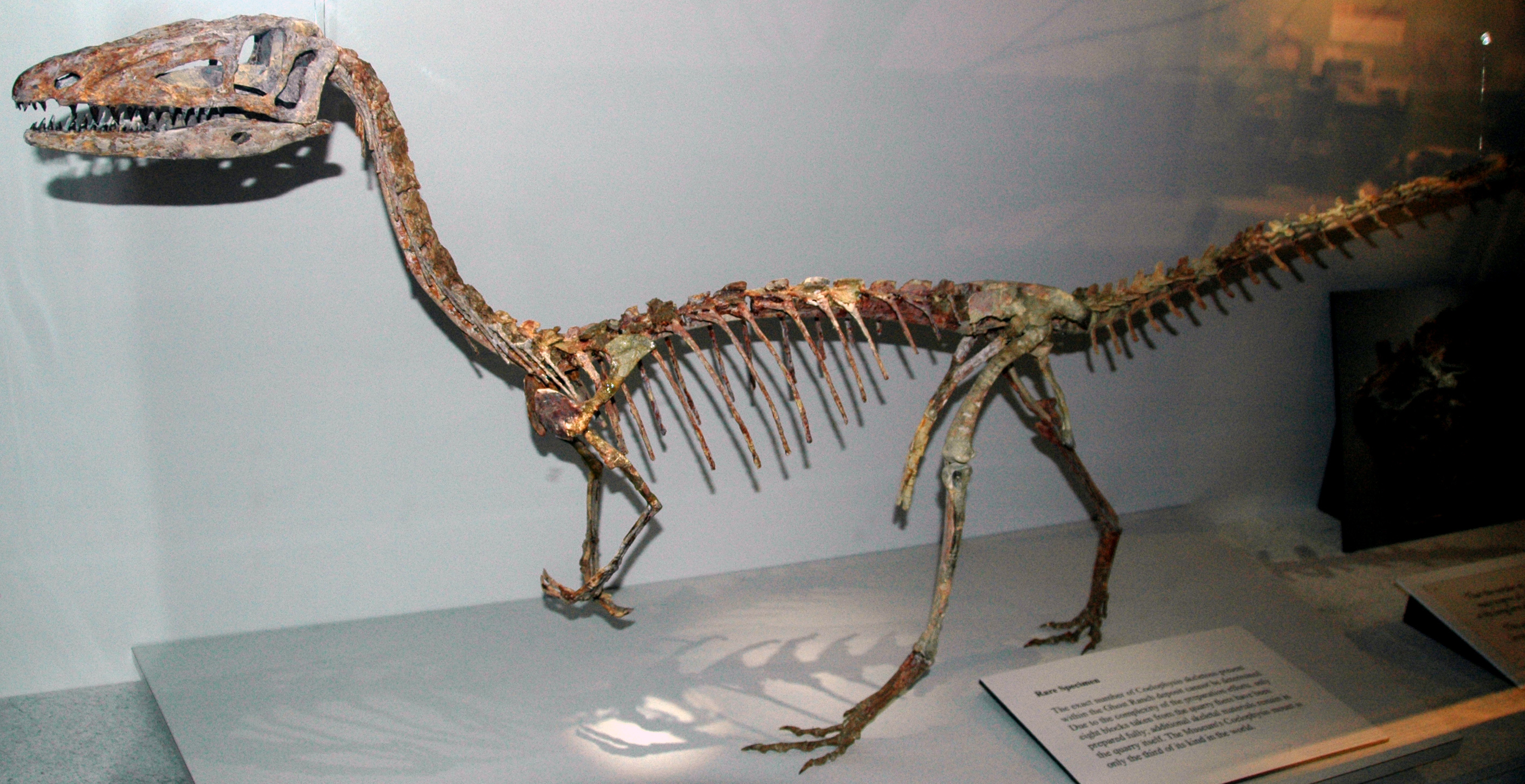
Модель скелета Coelophysis

- Crataeomus – младший синоним Struthiosaurus
- Craterosaurus
- Creosaurus – младший синоним Allosaurus
- Crichtonpelta
- Crichtonsaurus
- Cristatusaurus
- Crittendenceratops
- Crosbysaurus – впоследствии был переклассифицирован как архозавроморф, не относящийся к динозаврам
- Cruxicheiros
- Cryolophosaurus – Криолофозавр
- Cryptodraco – младший синоним Cryptosaurus
- "Cryptoraptor" – nomen nudum
- Cryptosaurus
- Cryptovolans – младший синоним Microraptor
- Cumnoria

## D
- Daanosaurus
- Dacentrurus
- "Dachongosaurus" – nomen nudum
- Daemonosaurus
- Dahalokely
- Dakosaurus – впоследствии был переклассифицирован как метриоринхид
- Dakotadon
- Dakotaraptor
- Daliansaurus
- "Damalasaurus" – nomen nudum
- Dandakosaurus
- Danubiosaurus – младший синоним Struthiosaurus
- "Daptosaurus" – nomen nudum; ныне Deinonychus
- Darwinsaurus – младший синоним Hypselospinus или Mantellisaurus
- Dashanpusaurus
- Daspletosaurus
- Dasygnathoides – впоследствии был переклассифицирован как архозавр, не относящийся к динозаврам; возможно, младший синоним Ornithosuchus
- "Dasygnathus" – занятое название; ныне Dasygnathoides
- Datai[25]
- Datanglong

- Datonglong
- Datousaurus
- Daurlong[26]

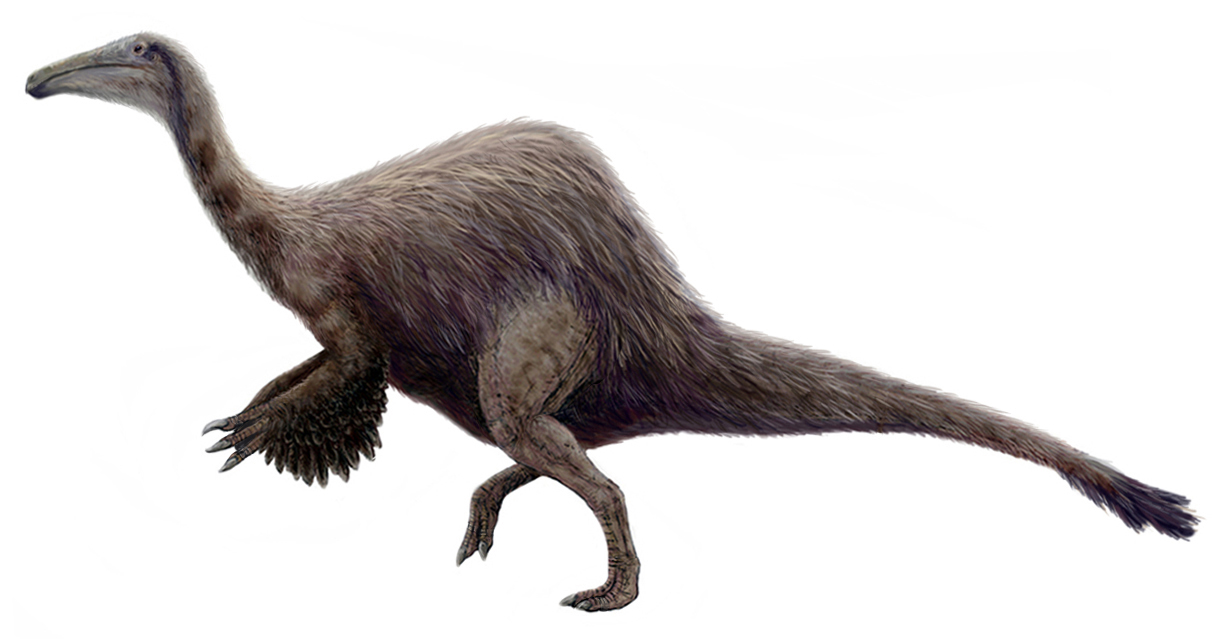
Реконструкция Deinocheirus.

- Daurosaurus – синоним Kulindadromeus
- Daxiatitan
- Deinocheirus
- Deinodon – Дейнодон; возможно, синоним Gorgosaurus
- Deinonychus
- Delapparentia – возможно, младший синоним Iguanodon
- Deltadromeus
- Demandasaurus
- Denversaurus
- Deuterosaurus – впоследствии был переклассифицирован как терапсид
- Diabloceratops
- Diamantinasaurus
- Dianchungosaurus – впоследствии был переклассифицирован как крокодил
- "Diceratops" – занятое название; ныне Nedoceratops
- Diceratus – младший синоним Nedoceratops
- Diclonius
- Dicraeosaurus
- Didanodon – синоним Lambeosaurus
- Dilong
- Dilophosaurus
- Diluvicursor
- Dimodosaurus – младший синоним Plateosaurus
- Dineobellator
- Dinheirosaurus – возможно, младший синоним Supersaurus
- Dinodocus
- "Dinosaurus" – занятое название; ныне синоним Plateosaurus

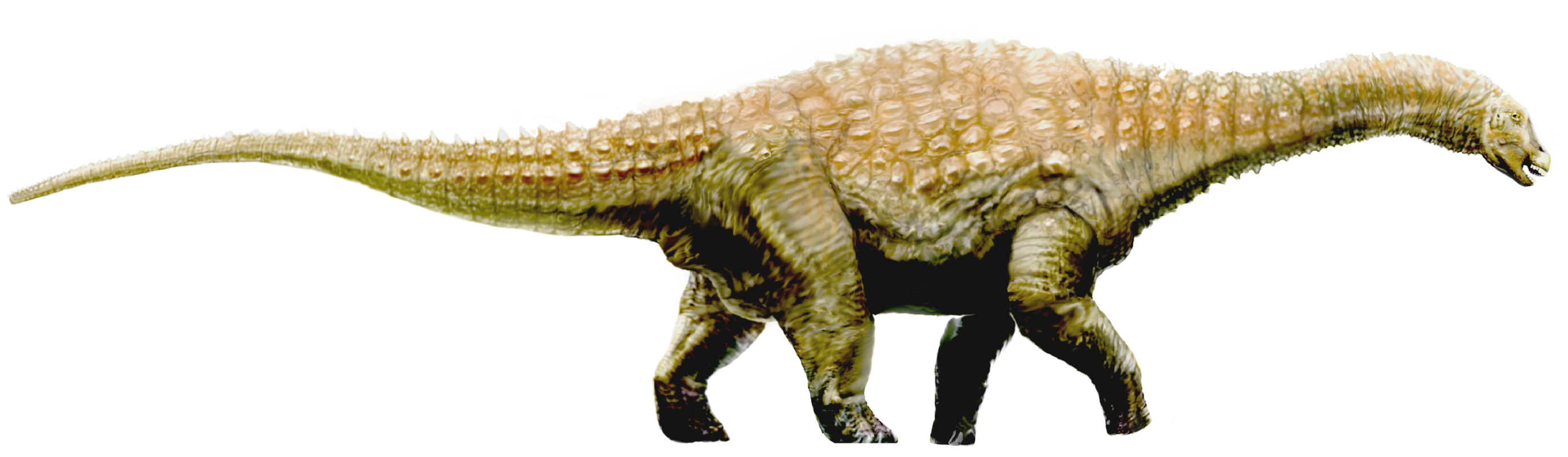
Реконструкция Diamantinasaurus.

- Dinotyrannus – младший синоним Tyrannosaurus
- Diodorus – возможно, не является динозавром
- Diplodocus
- Diplotomodon
- Diracodon – младший синоним Stegosaurus
- Diuqin[27]
- Dolichosuchus
- Dollodon – младший синоним Mantellisaurus
- "Domeykosaurus" – nomen nudum; Arackar
- Dongbeititan
- Dongyangopelta
- Dongyangosaurus
- Doratodon – впоследствии был переклассифицирован как крокодил
- Dornraptor[28]
- Doryphorosaurus – младший синоним Kentrosaurus
- Draconyx
- Dracopelta
- Dracoraptor
- Dracorex – млодший синоним Pachycephalosaurus
- Dracovenator
- Dravidosaurus – возможно, не является динозавром
- Dreadnoughtus
- Drinker – младший синоним Nanosaurus
- Dromaeosauroides
- Dromaeosaurus
- Dromiceiomimus
- Dromicosaurus –младший синоним Massospondylus
- Drusilasaura
- Dryosaurus

- Dryptosauroides
- Dryptosaurus
- Dubreuillosaurus
- "Duranteceratops" – nomen nudum
- Duriatitan
- Duriavenator

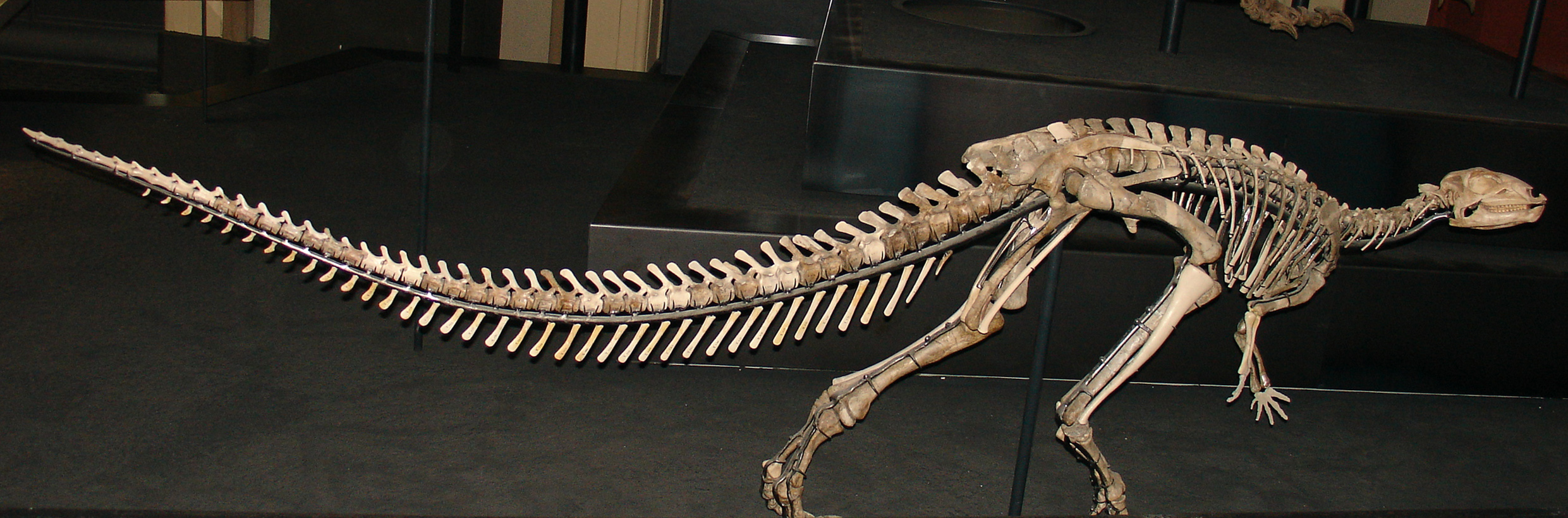
Скелет Dysalotosaurus

- Dynamosaurus – младший синоним Tyrannosaurus
- Dynamoterror
- Dyoplosaurus
- Dysalotosaurus
- Dysganus
- Dyslocosaurus
- Dystrophaeus
- Dystylosaurus – младший синоним Supersaurus
- Dzharaonyx[29]
- Dzharatitanis

## E
- Echinodon
- Edmarka – младший синоним Torvosaurus
- Edmontonia
- Edmontosaurus
- Efraasia

- Einiosaurus
- Ekrixinatosaurus

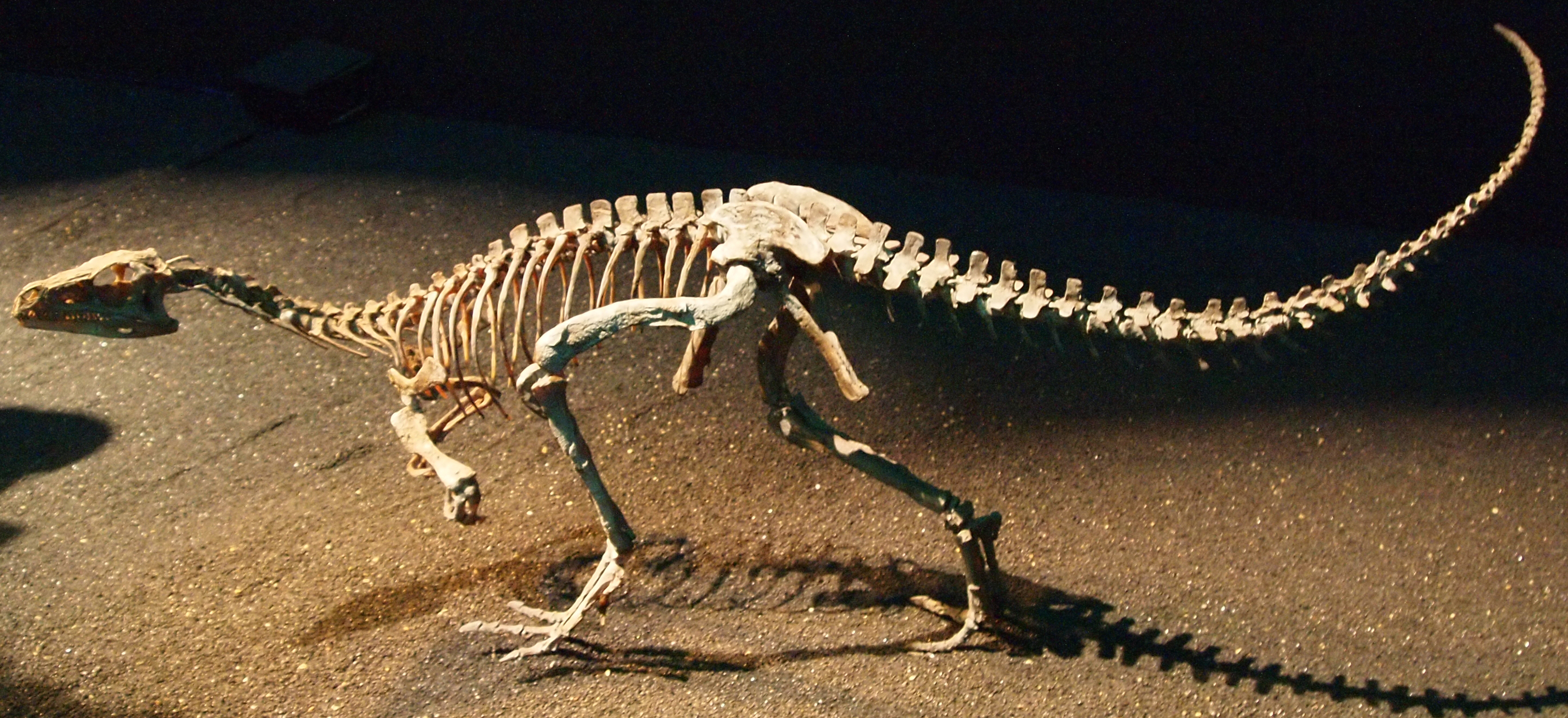
Реконструкция скелета Eoraptor.

- Elachistosuchus – впоследствии был переклассифицирован как представитель клювоголовых
- Elaltitan
- Elaphrosaurus
- Elemgasem[30]
- Elmisaurus
- Elopteryx – возможно, птица
- Elosaurus – младший синоним Brontosaurus
- Elrhazosaurus
- "Elvisaurus" – nomen nudum; Cryolophosaurus
- Emausaurus
- Embasaurus
- Emiliasaura[31]
- Enigmosaurus
- Eoabelisaurus
- Eobrontosaurus – младший синоним Brontosaurus
- Eocarcharia
- Eoceratops – младший синоним Chasmosaurus
- Eocursor
- Eodromaeus
- "Eohadrosaurus" – nomen nudum; Eolambia
- Eolambia
- Eomamenchisaurus
- Eoneophron[32]
- "Eoplophysis" – nomen nudum
- Eoraptor
- Eosinopteryx
- Eotrachodon
- Eotriceratops
- Eotyrannus
- Eousdryosaurus
- Epachthosaurus
- Epanterias – возможный синоним Allosaurus
- "Ephoenosaurus" – nomen nudum; Machimosaurus (a crocodilian)
- Epicampodon – впоследствии был переклассифицирован как протерозухид Ankistrodon
- Epichirostenotes
- Epidendrosaurus – синоним Scansoriopteryx
- Epidexipteryx
- Equijubus
- Erectopus
- Erketu

- Erliansaurus
- Erlikosaurus
- Erythrovenator
- Eshanosaurus

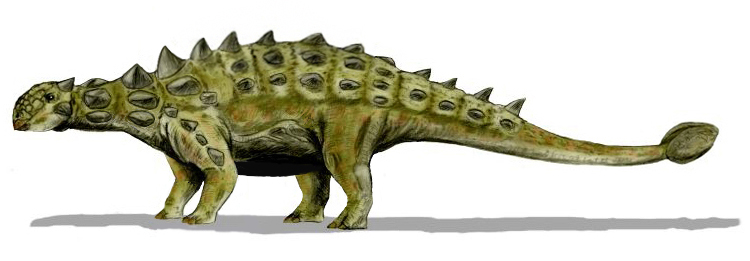
Реконструкция Euoplocephalus.

- "Euacanthus" – nomen nudum; младший синоним Polacanthus
- Eucamerotus
- Eucentrosaurus – младший синоним Centrosaurus
- Eucercosaurus
- Eucnemesaurus
- Eucoelophysis – возможно, не является динозавром
- "Eugongbusaurus" – nomen nudum
- Euhelopus
- Euoplocephalus
- Eupodosaurus – впоследствии был переклассифицирован как синоним нотозавра Lariosaurus
- "Eureodon" – nomen nudum; Tenontosaurus
- Eurolimnornis – впоследствии был переклассифицирован как птерозавр
- Euronychodon
- Europasaurus
- Europatitan
- Europelta
- Euskelosaurus
- Eustreptospondylus

## F
- Fabrosaurus – Фаброзавр; возможно, синоним Lesothosaurus
- Falcarius – Фалкарий
- "Fendusaurus" – nomen nudum
- "Fenestrosaurus" – nomen nudum; Oviraptor
- Ferganasaurus
- "Ferganastegos" – nomen nudum
- Ferganocephale
- Ferrisaurus
- Fona[33]
- Foraminacephale
- Fosterovenator
- Fostoria
- Frenguellisaurus – младший синоним Herrerasaurus

- Fruitadens
- Fujianvenator[34]
- Fukuiraptor – Фукуираптор
- Fukuisaurus – Фукуизавр
- Fukuititan
- Fukuivenator – Фукуивенатор
- Fulengia
- Fulgurotherium
- Furcatoceratops[35]
- Fushanosaurus

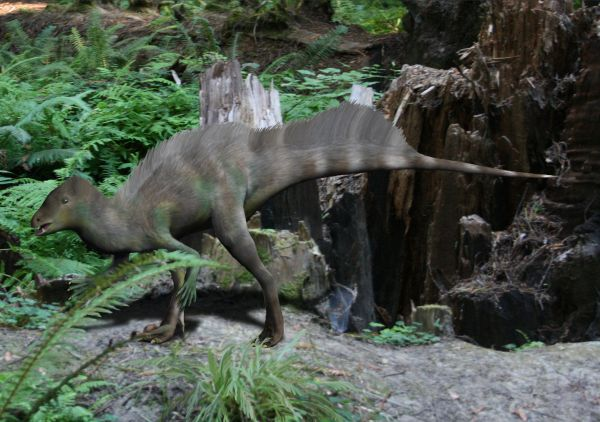
Реконструкция Fruitadens

- "Fusinasus" – nomen nudum; Eotyrannus
- Fusuisaurus
- "Futabasaurus" – nomen nudum; не следует путать с формально описанным плезиозавром Futabasaurus
- Futalognkosaurus
- Fylax[36]

## G
- "Gadolosaurus" – nomen nudum
- Galeamopus
- Galesaurus – впоследствии был переклассифицирован как терапсид
- Galleonosaurus
- Gallimimus
- Galtonia – впоследствии был переклассифицирован как псевдозухия; возможный младший синоним Revueltosaurus
- Galveosaurus – синоним Galvesaurus
- Galvesaurus
- Gamatavus[37] — возможно, не является динозавром
- Gandititan[38]
- Gannansaurus
- "Gansutitan" – nomen nudum; Daxiatitan
- Ganzhousaurus
- Gargoyleosaurus
- Garrigatitan
- Garudimimus
- Garumbatitan[39]
- Gasosaurus

- Gasparinisaura
- Gastonia

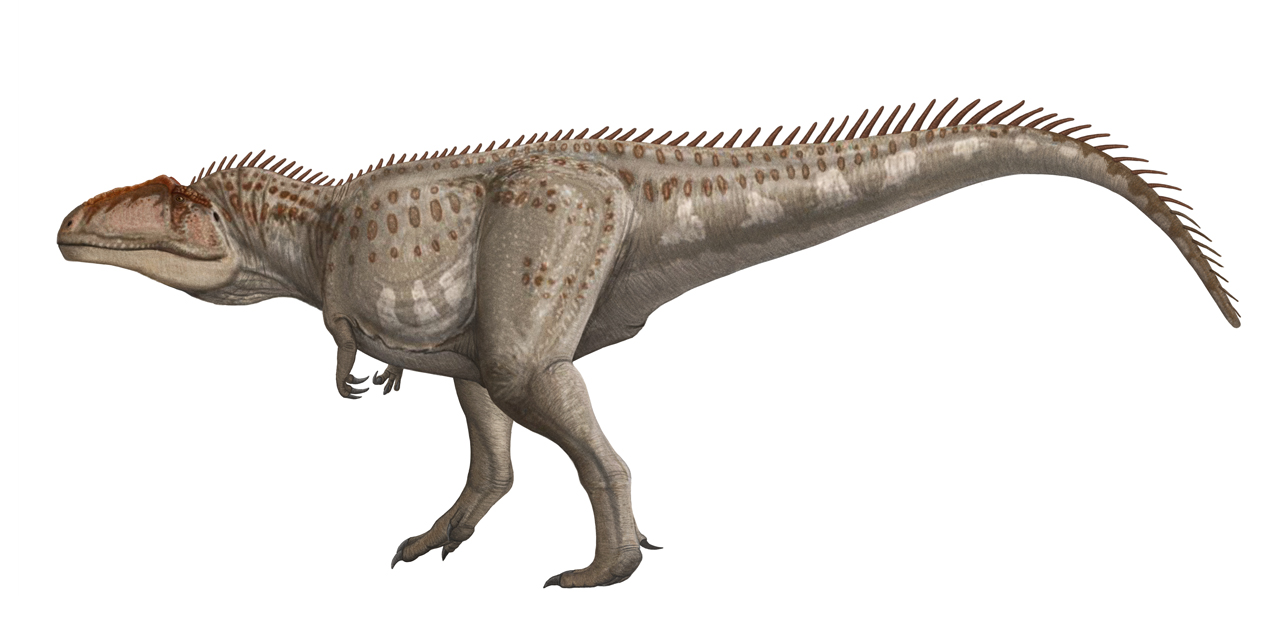
Реконструкция Giganotosaurus

- "Gavinosaurus" – nomen nudum; Eotyrannus
- Geminiraptor
- Genusaurus
- Genyodectes
- Geranosaurus
- Gideonmantellia
- Giganotosaurus
- Gigantoraptor
- "Gigantosaurus" – занятое название; ныне Tornieria
- Gigantosaurus
- Gigantoscelus – возможный младший синоним Euskelosaurus
- Gigantspinosaurus
- Gilmoreosaurus
- "Ginnareemimus" – nomen nudum; Kinnareemimus
- Giraffatitan
- Glacialisaurus
- Glishades
- Glyptodontopelta
- Gnathovorax
- Gobiceratops – младший синоним Bagaceratops
- Gobihadros
- Gobiraptor
- Gobisaurus
- Gobititan
- Gobivenator
- "Godzillasaurus" – nomen nudum; Gojirasaurus
- Gojirasaurus
- Gondwanatitan
- Gondwanax[40] — возможно, не динозавр
- Gongbusaurus
- Gongpoquansaurus
- Gongxianosaurus
- Gonkoken[41]
- Gorgosaurus
- Goyocephale

- Graciliceratops
- Graciliraptor

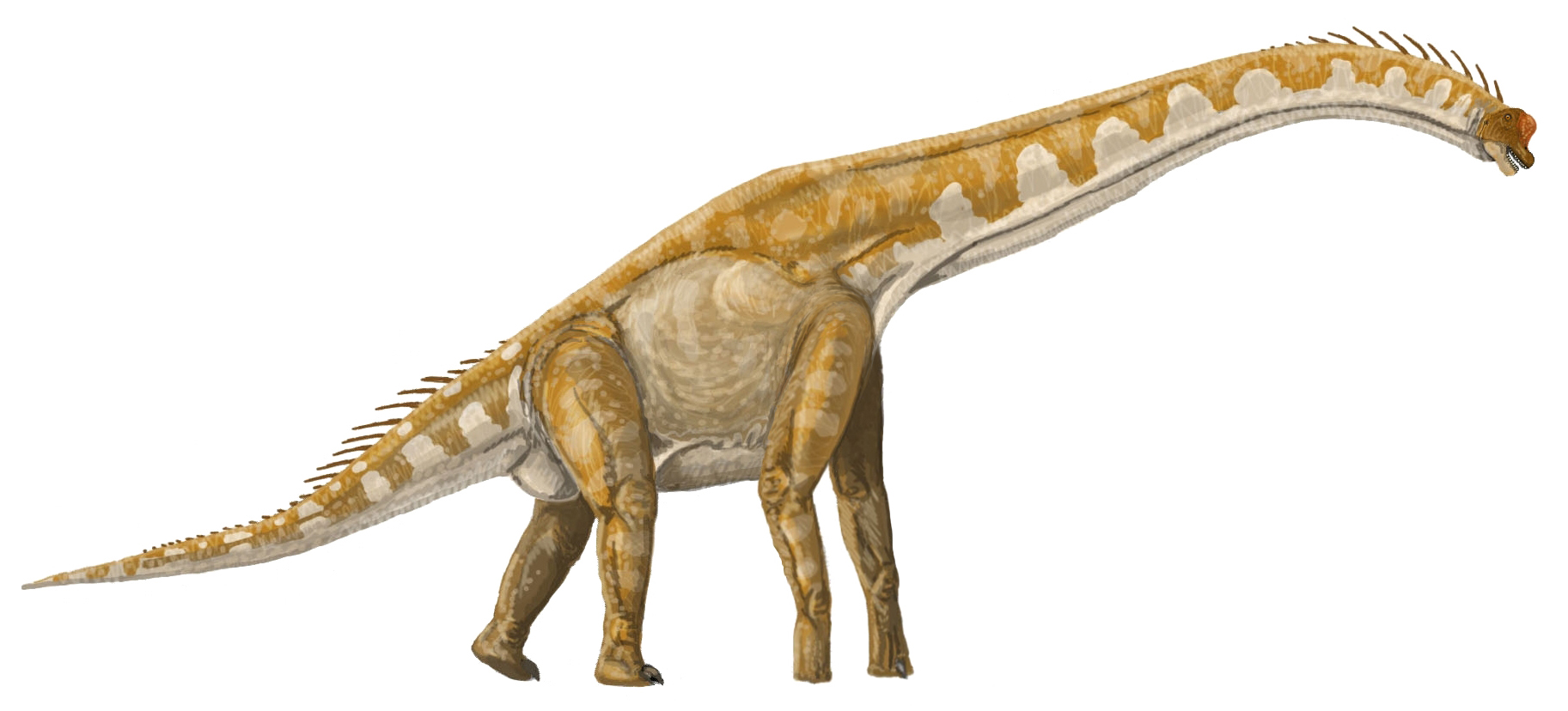
Реконструкция Giraffatitan

- Gracilisuchus – впоследствии был переклассифицирован как архозавр, не относящийся к динозаврам
- Gravitholus
- Gremlin[42]
- Gresslyosaurus – возможный младший синоним Plateosaurus
- Griphornis – младший синоним Archaeopteryx
- Griphosaurus – младший синоним Archaeopteryx
- Gryphoceratops
- Gryponyx
- Gryposaurus
- "Gspsaurus" – nomen nudum
- Guaibasaurus
- Gualicho
- Guanlong
- Guemesia[43]
- Gwyneddosaurus – впоследствии был переклассифицирован как танистрофеид
- Gyposaurus – Гипозавр; возможно, младший синоним Massospondylus

## H
- "Hadrosauravus" – nomen nudum; младший синоним Gryposaurus
- Hadrosaurus
- Haestasaurus
- Hagryphus
- Hallopus – впоследствии был переклассифицирован как крокодиломорф
- Halszkaraptor
- Halticosaurus
- Hamititan[44]
- Hanssuesia
- "Hanwulosaurus" – nomen nudum
- Haplocanthosaurus
- "Haplocanthus" – занятое название; ныне Haplocanthosaurus
- Haplocheirus
- Harenadraco[45]
- Harpymimus
- Haya
- Hecatasaurus – младший синоним Telmatosaurus
- "Heilongjiangosaurus" – nomen nudum
- Heishansaurus
- Helioceratops

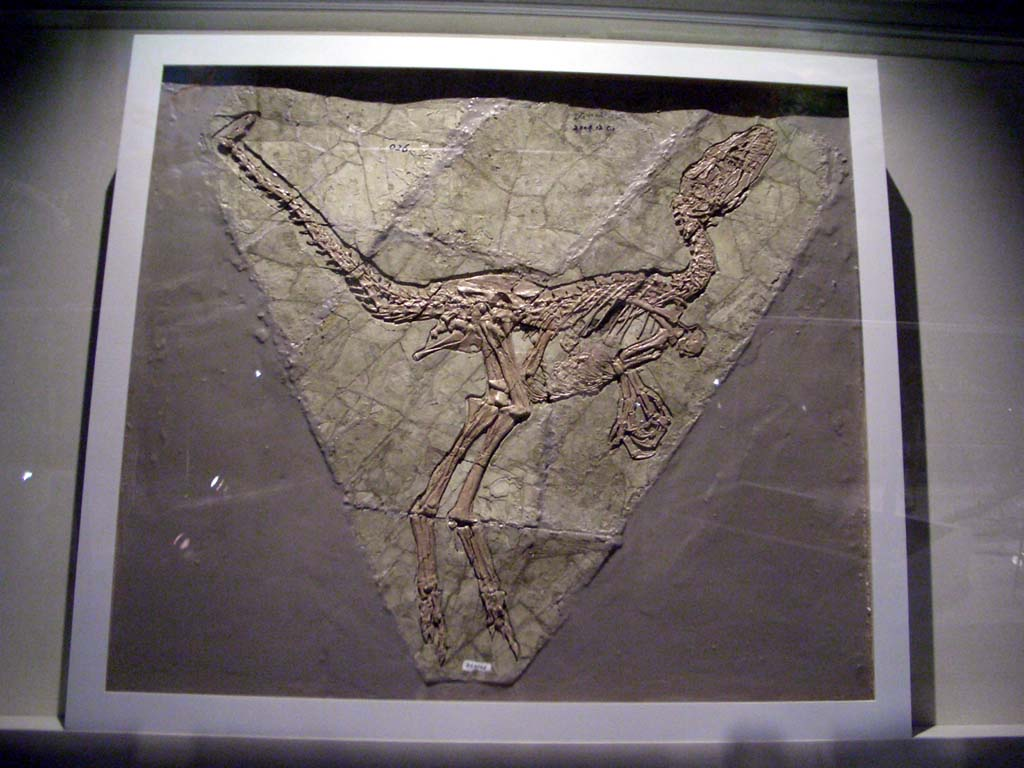
Скелет Huaxiagnathus

- "Helopus" – занятое название; ныне Euhelopus
- Heptasteornis
- Herbstosaurus – впоследствии был переклассифицирован как птерозавр
- Herrerasaurus
- Hesperonychus
- Hesperonyx[46]
- Hesperornithoides
- Hesperosaurus
- Heterodontosaurus
- Heterosaurus – возможный синоним Mantellisaurus или игуанодона
- Hexing
- Hexinlusaurus
- Heyuannia
- Hierosaurus
- Hikanodon – младший синоним Iguanodon
- Hippodraco
- "Hironosaurus" – nomen nudum
- "Hisanohamasaurus" – nomen nudum
- Histriasaurus
- Homalocephale
- "Honghesaurus" – nomen nudum, позднее описанный как Yandusaurus; первое название позднее было использовано для описания рода морских рептилий
- Hongshanosaurus – младший синоним Psittacosaurus
- Hoplitosaurus
- Hoplosaurus – младший синоним Struthiosaurus
- Horshamosaurus
- Hortalotarsus – возможный младший синоним Massospondylus
- Huabeisaurus
- Hualianceratops
- Huallasaurus[47]
- Huanansaurus
- Huanghetitan
- Huangshanlong
- Huaxiagnathus
- Huaxiaosaurus – младший синоним Shantungosaurus
- "Huaxiasaurus" – nomen nudum; Huaxiagnathus
- Huaxiazhoulong[48]
- Huayangosaurus
- Hudiesaurus
- Huehuecanauhtlus

- Huinculsaurus
- Hulsanpes
- Hungarosaurus

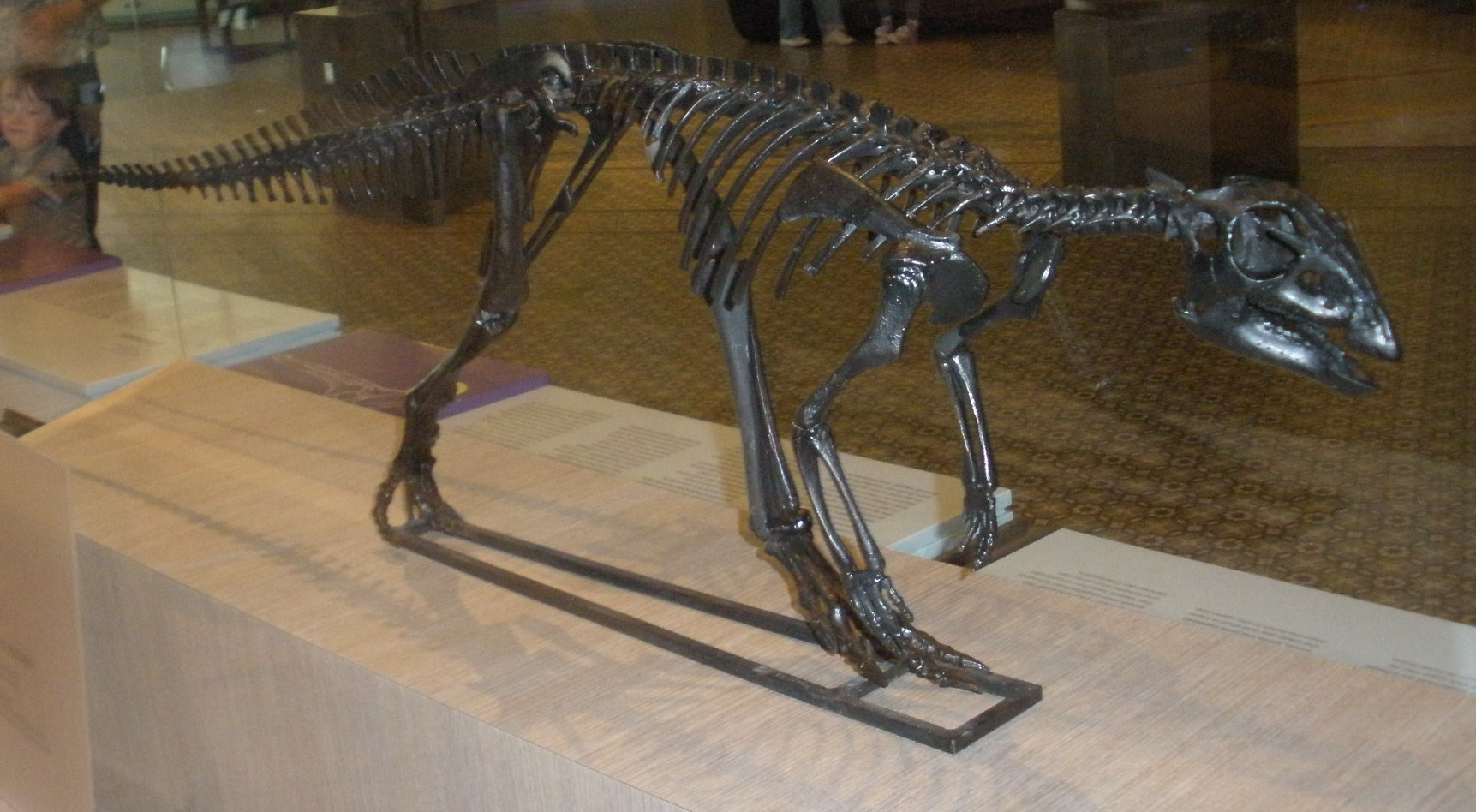
Скелет Hypsilophodon

- Huxleysaurus – младший синоним Hypselospinus
- Hylaeosaurus
- Hylosaurus – младший синоним Hylaeosaurus
- Hypacrosaurus
- Hypnovenator[49]
- Hypselorhachis – впоследствии был переклассифицирован как представитель Ctenosauriscidae
- Hypselosaurus
- Hypselospinus
- Hypsibema
- Hypsilophodon
- Hypsirhophus

## I
- Iani[50]
- Iberospinus[51]
- Ibirania[52]
- "Ichabodcraniosaurus" – nomen nudum; Shri
- Ichthyovenator
- Igai[53]
- Ignavusaurus
- Ignotosaurus – возможно, не является динозавром
- Iguanacolossus
- Iguanodon
- "Iguanoides" – nomen nudum; Iguanodon
- "Iguanosaurus" – nomen nudum; Iguanodon
- Iliosuchus
- Ilokelesia
- Imperobator
- Inawentu[54]
- Incisivosaurus
- Indosaurus
- Indosuchus
- "Ingenia" – занятое название; ныне Heyuannia
- Ingentia
- Inosaurus
- Invictarx
- Irisosaurus

- Irritator
- Isaberrysaura
- Isanosaurus
- Isasicursor
- Ischioceratops

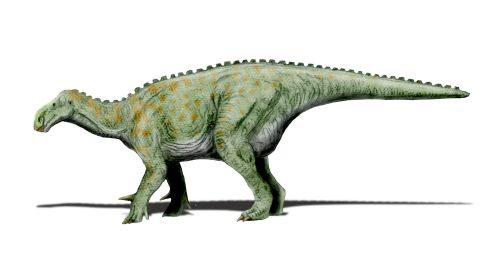
Реконструкция Iguanodon.

- Ischisaurus – младший синоним Herrerasaurus
- "Ischyrosaurus" – занятое название; ныне  Ischyrosaurus
- Isisaurus
- "Issasaurus" – nomen nudum; Dicraeosaurus
- Issi[55]
- Itapeuasaurus
- Itemirus
- Iuticosaurus
- Iyuku[56]

## J
- Jaculinykus[57]
- Jainosaurus
- Jakapil[58]
- Jaklapallisaurus
- Janenschia
- Jaxartosaurus
- Jeholosaurus
- Jenghizkhan – младший синоним Tarbosaurus
- "Jensenosaurus" – nomen nudum; Supersaurus
- Jeyawati
- Jianchangosaurus
- "Jiangjunmiaosaurus" – nomen nudum; Monolophosaurus

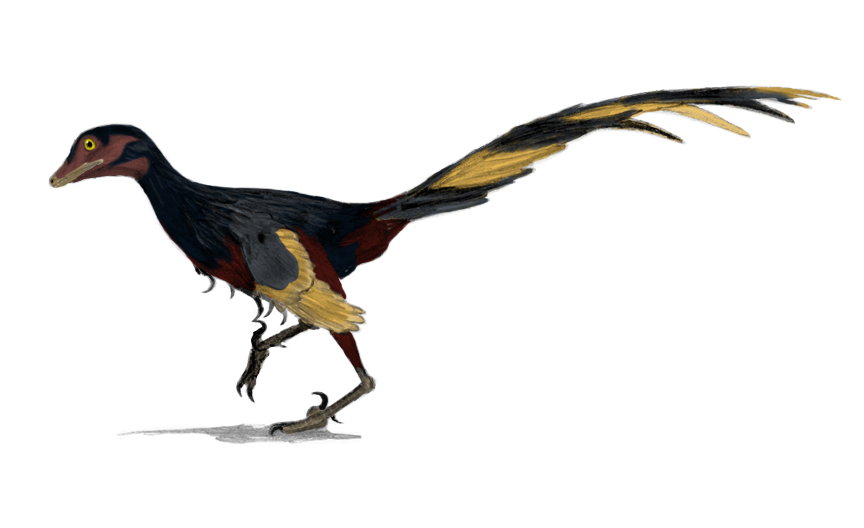
Реконструкция Jinfengopteryx.

- Jiangjunosaurus
- Jiangshanosaurus

- Jiangxisaurus
- Jiangxititan[59]
- Jianianhualong
- Jinbeisaurus
- Jinfengopteryx
- "Jingia"[60] – занятое название; ныне Jingiella
- Jingiella[61]
- Jingshanosaurus
- Jintasaurus
- Jinyunpelta
- Jinzhousaurus
- Jiutaisaurus
- Jobaria
- Jubbulpuria – возможный синоним Laevisuchus
- Judiceratops
- Jurapteryx – младший синоним Archaeopteryx
- "Jurassosaurus" – nomen nudum; Tianchisaurus
- Juratyrant
- Juravenator

## K
- Kaatedocus
- "Kagasaurus" – nomen nudum
- Kaijiangosaurus
- Kaijutitan
- Kakuru
- Kamuysaurus
- Kangnasaurus
- Kansaignathus[62]
- Karongasaurus
- Katepensaurus
- "Katsuyamasaurus" – nomen nudum
- Kayentavenator
- Kazaklambia
- Kelmayisaurus
- Kelumapusaura[63]
- Kemkemia – впоследствии был переклассифицирован как крокодиломорф
- Kentrosaurus
- Kentrurosaurus – младший синоним Kentrosaurus
- Kerberosaurus

- Khaan
- "Khetranisaurus" – nomen nudum
- Kholumolumo
- Khulsanurus[64]
- Kileskus
- Kinnareemimus

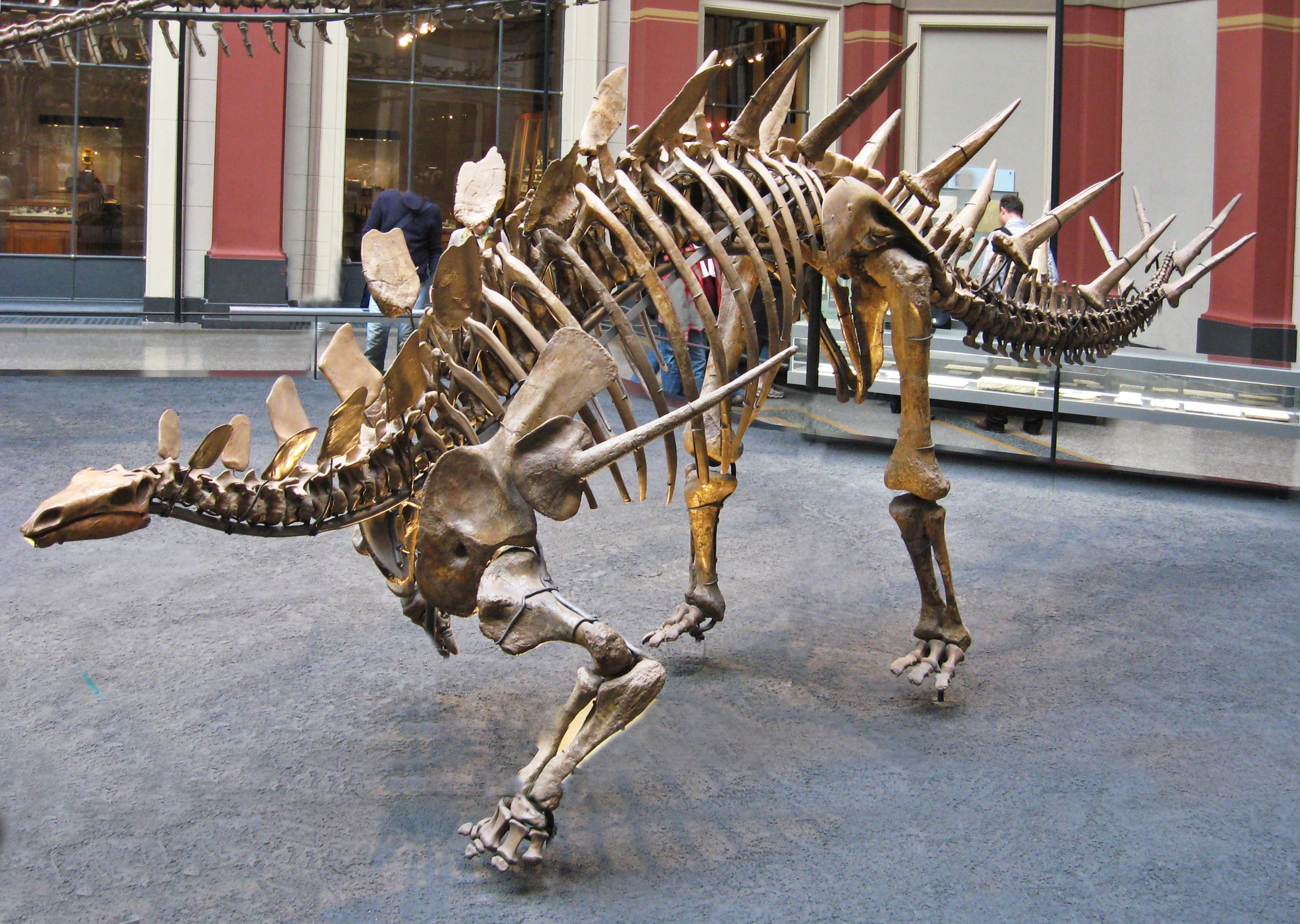
Скелет Kentrosaurus

- "Kitadanisaurus" – nomen nudum; Fukuiraptor
- "Kittysaurus" – nomen nudum; Eotyrannus
- Kiyacursor[65]
- Klamelisaurus
- Kol
- Koleken[66]
- Koparion
- Koreaceratops
- Koreanosaurus
- "Koreanosaurus" – nomen nudum; позднее название использовалось при описании рода орнитопод
- Koshisaurus
- Kosmoceratops
- Kotasaurus
- Koutalisaurus – возможный младший синоним Pararhabdodon
- Kritosaurus
- Kryptops
- Krzyzanowskisaurus  – возможно, круротарз (Revueltosaurus?)
- Kukufeldia – младший синоним Barilium
- Kulceratops
- Kulindadromeus
- Kulindapteryx – синоним Kulindadromeus
- Kunbarrasaurus
- Kundurosaurus
- "Kunmingosaurus" – nomen nudum
- Kuru[67]
- Kurupi[68]
- Kuszholia – впоследствии был переклассифицирован как птица
- Kwanasaurus – не являющийся динозавром силезаврид
- "Kyacursor" – ошибочное написание "Kiyacursor"

## L
- Labocania
- Labrosaurus – младший синоним Allosaurus

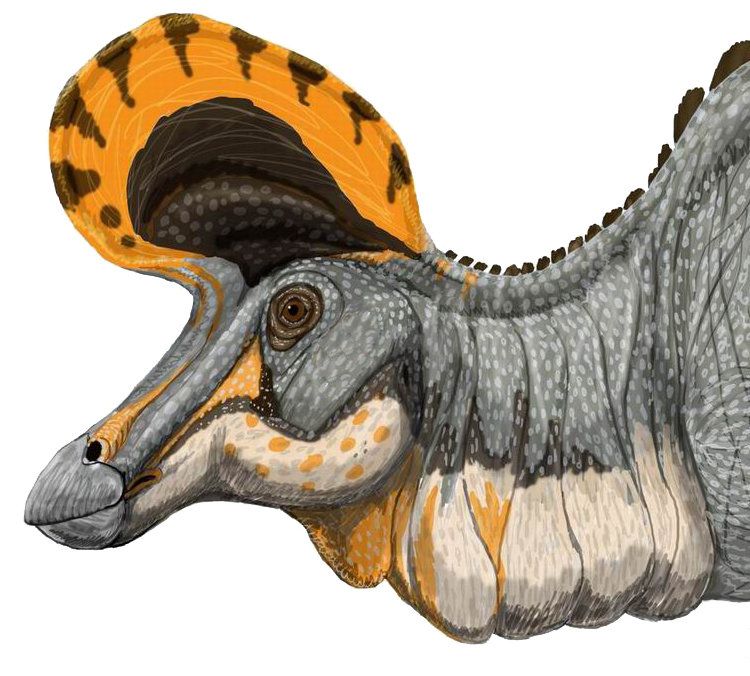
Реконструкция Lambeosaurus.

- "Laelaps" – занятое название; ныне Dryptosaurus
- Laevisuchus
- Lagerpeton – впоследствии был переклассифицирован как птерозавроморф
- Lagosuchus – впоследствии был переклассифицирован как динозавроморф, не являющийся динозавром
- Laiyangosaurus
- Lajasvenator
- Lamaceratops – младший синоним Bagaceratops
- Lambeosaurus
- Lametasaurus
- Lamplughsaura
- Lanasaurus –младший синоним Lycorhinus
- "Lancangosaurus" – ошибочное написание "Lancanjiangosaurus"
- "Lancanjiangosaurus"  – nomen nudum
- Lanzhousaurus
- Laosaurus
- Lapampasaurus
- Laplatasaurus
- Lapparentosaurus
- Laquintasaura
- Latenivenatrix – возможный синоним Stenonychosaurus
- Latirhinus
- Lavocatisaurus
- Leaellynasaura
- Ledumahadi
- Leinkupal
- Leipsanosaurus – младший синоним Struthiosaurus
- "Lengosaurus" – nomen nudum; Eotyrannus
- Leonerasaurus
- Lepidocheirosaurus — младший синоним Kulindadromeus
- Lepidus

- Leptoceratops
- Leptorhynchos

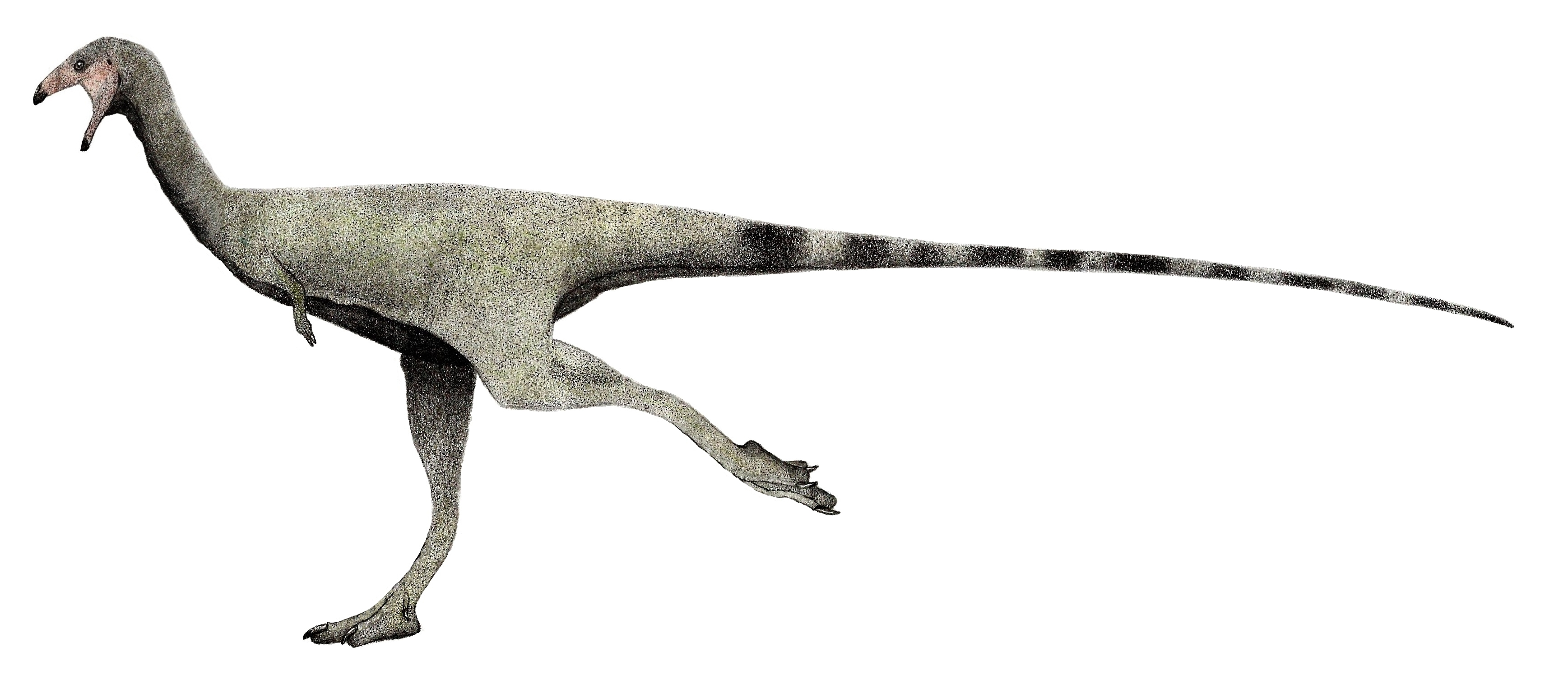
Реконструкция Limusaurus.

- Leptospondylus – младший синоним Massospondylus
- Leshansaurus
- Lesothosaurus
- Lessemsaurus
- Levnesovia
- Lewisuchus – возможно, не является динозавром
- Lexovisaurus
- Leyesaurus
- Liaoceratops
- Liaoningosaurus
- Liaoningotitan
- Liaoningvenator
- "Liassaurus" – nomen nudum; возможный синоним Sarcosaurus
- Libycosaurus – впоследствии был переклассифицирован как млекопитающее (антракотерий)
- Ligabueino
- Ligabuesaurus
- "Ligomasaurus" – nomen nudum, Giraffatitan
- "Likhoelesaurus" – nomen nudum; возможно, не является динозавром
- Liliensternus
- Limaysaurus
- "Limnornis" – занятое название; ныне Palaeocursornis (впоследствии был переклассифицирован как птерозавр)
- "Limnosaurus" – занятое название; ныне Telmatosaurus
- Limusaurus
- Lingwulong
- Lingyuanosaurus
- Linhenykus
- Linheraptor
- Linhevenator

- Lirainosaurus

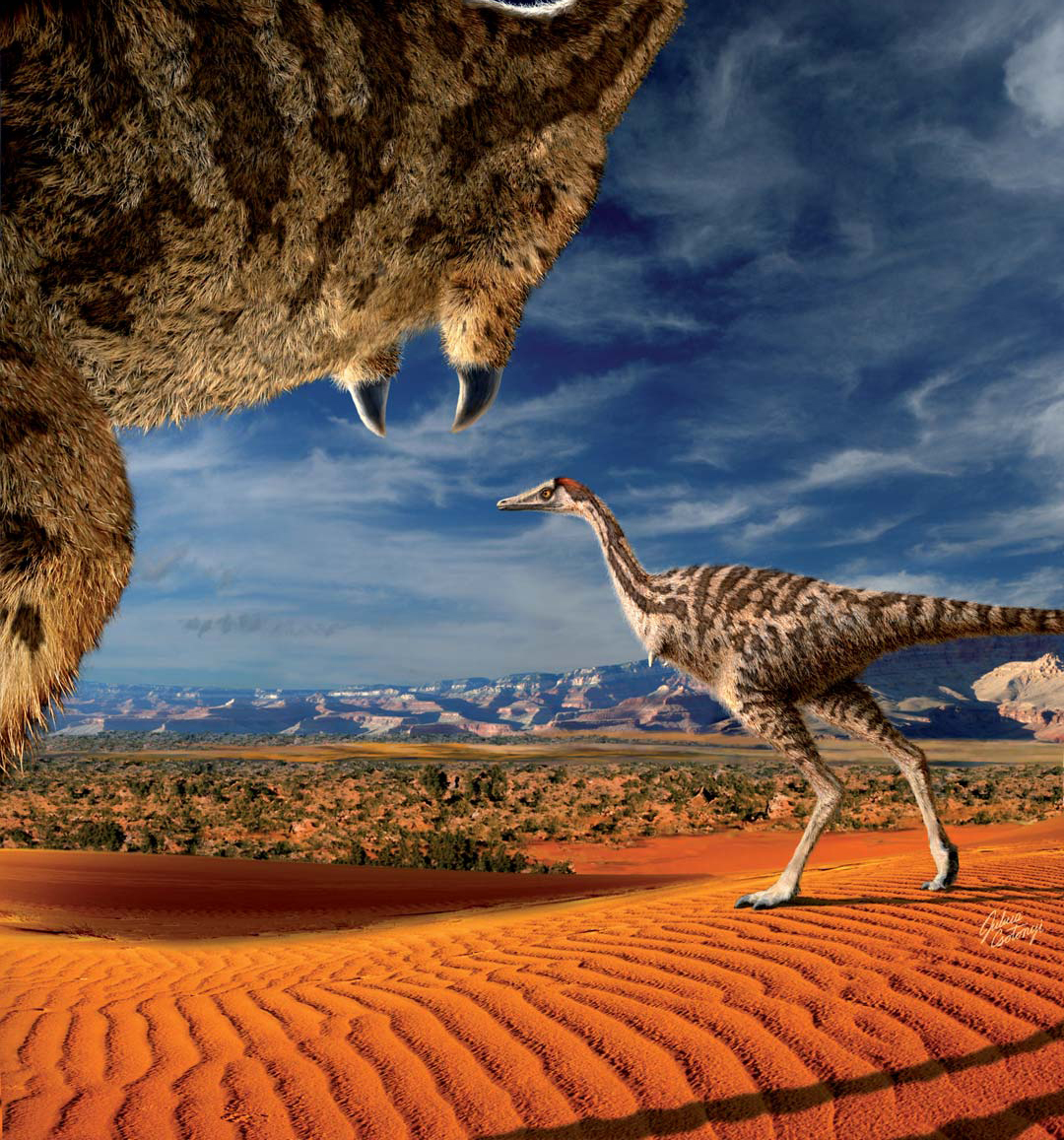
Реконструкция Linhenykus

- Lisboasaurus – впоследствии был переклассифицирован как крокодил
- Liubangosaurus
- Llukalkan[69]
- Lohuecotitan
- Lokiceratops[70]
- Loncosaurus
- Longisquama – впоследствии был переклассифицирован как рептилия, не относящаяся к динозаврам
- Longosaurus – младший синоним Coelophysis
- Lophorhothon
- Lophostropheus
- Loricatosaurus
- Loricosaurus
- Losillasaurus
- Lourinhanosaurus
- Lourinhasaurus
- Luanchuanraptor
- "Luanpingosaurus" – nomen nudum; Psittacosaurus
- Lucianosaurus – впоследствии был переклассифицирован как архозавр, не относящийся к динозаврам
- Lucianovenator
- Lufengosaurus – Луфенгозавр
- Lukousaurus – возможно, круротарз
- Luoyanggia
- Lurdusaurus
- Lusitanosaurus – возможно, не является динозавром
- Lusotitan
- Lusovenator
- Lutungutali – возможно, не является динозавром
- Lycorhinus
- Lythronax

## M
- Macelognathus – впоследствии был переклассифицирован как сфенозухия
- Machairasaurus
- Machairoceratops
- Macrocollum
- Macrodontophion – впоследствии был переклассифицирован как лофотрохозой
- Macrogryphosaurus
- Macrophalangia – младший синоним Chirostenotes

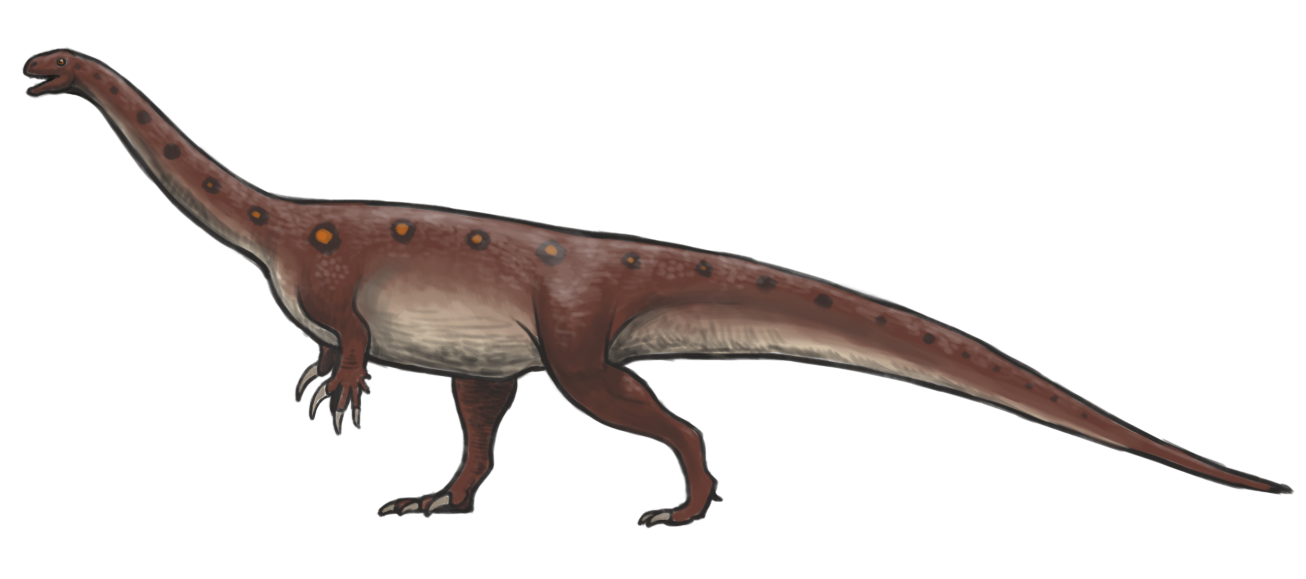
Реконструкция Massospondylus

- "Macroscelosaurus" – nomen nudum; младший синоним Tanystropheus
- Macrurosaurus
- "Madsenius" – nomen nudum, Allosaurus
- Magnamanus
- Magnapaulia
- Magnirostris – синоним Bagaceratops
- Magnosaurus
- "Magulodon" – nomen nudum
- Magyarosaurus
- Mahakala
- Mahuidacursor
- Maiasaura
- Maip[71]
- Majungasaurus
- Majungatholus – младший синоним Majungasaurus
- Malarguesaurus
- Malawisaurus
- Maleevosaurus – младший синоним Tarbosaurus
- Maleevus
- Malefica[72]
- Mamenchisaurus
- Mandschurosaurus
- Manidens
- Manospondylus – синонимTyrannosaurus
- Mansourasaurus
- Mantellisaurus
- Mantellodon – младший синоним Mantellisaurus
- "Maojandino" – nomen nudum
- Mapusaurus
- Maraapunisaurus
- Marasuchus – впоследствии был переклассифицирован как динозавроморф, не относящийся к динозаврам
- "Marisaurus" – nomen nudum
- Marmarospondylus
- Marshosaurus
- Martharaptor
- Masiakasaurus
- Massospondylus

- Matheronodon
- Maxakalisaurus
- Mbiresaurus[73]
- Medusaceratops
- "Megacervixosaurus" – nomen nudum

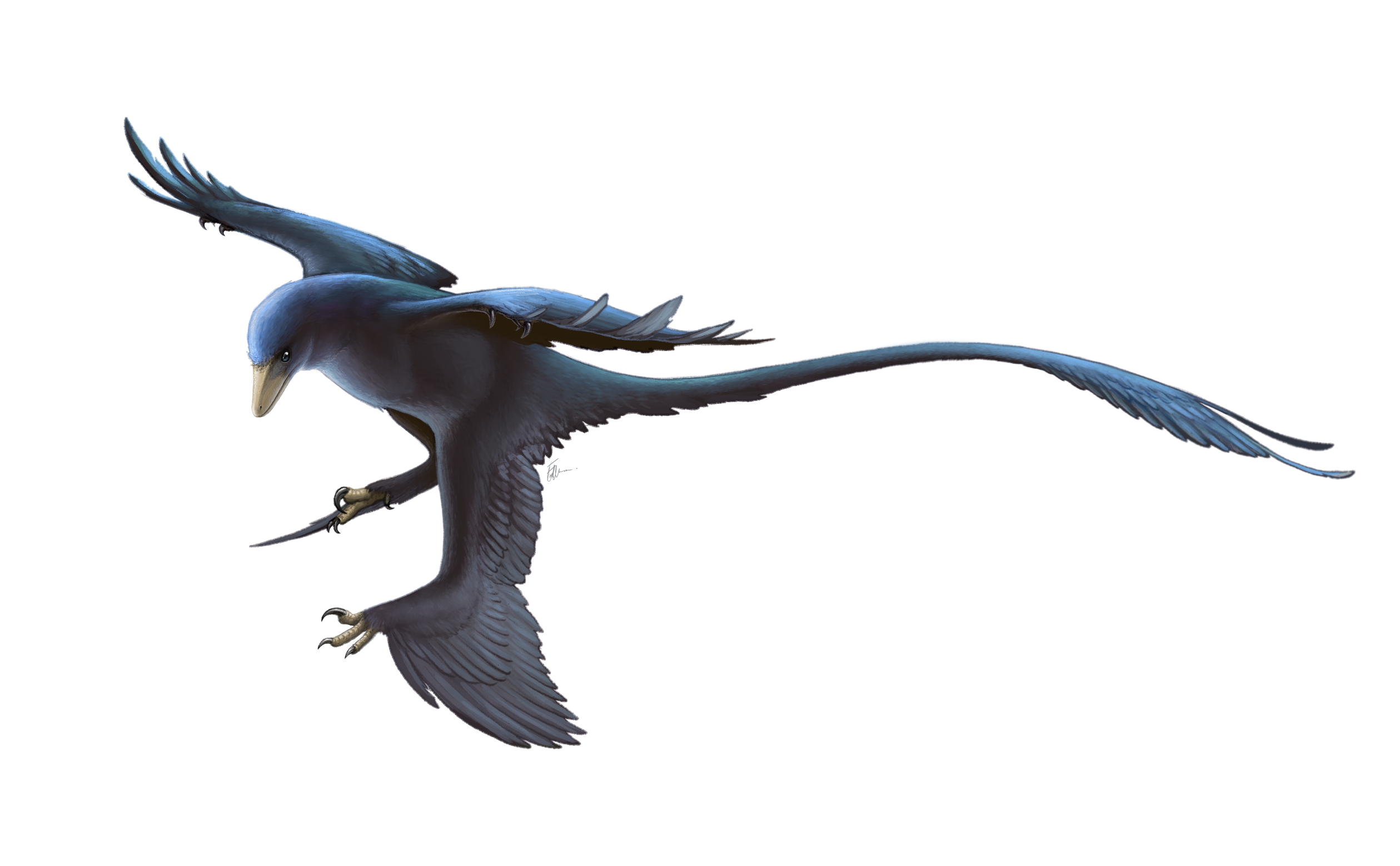
Реконструкция Microraptor

- "Megadactylus" – занятое название; ныне Anchisaurus
- "Megadontosaurus" – nomen nudum; Microvenator
- Megalosaurus
- Megapnosaurus – младший синоним Coelophysis
- Megaraptor
- Mei
- Melanorosaurus
- Mendozasaurus
- Menefeeceratops
- Menucocelsior[74]
- Meraxes[75]
- Mercuriceratops
- Meroktenos
- "Merosaurus" – nomen nudum; Dornraptor
- Metriacanthosaurus
- "Microcephale" – nomen nudum
- "Microceratops" – занятое название; ныне Microceratus
- Microceratus
- Microcoelus
- "Microdontosaurus" – nomen nudum
- Microhadrosaurus
- Micropachycephalosaurus
- Microraptor
- Microvenator
- Mierasaurus
- "Mifunesaurus" – nomen nudum
- Migmanychion[76]
- Minimocursor[77]
- Minmi
- Minotaurasaurus
- Minqaria[78]
- Miragaia
- Mirischia
- Mnyamawamtuka
- Moabosaurus
- Mochlodon
- "Mohammadisaurus" – nomen nudum; Tornieria

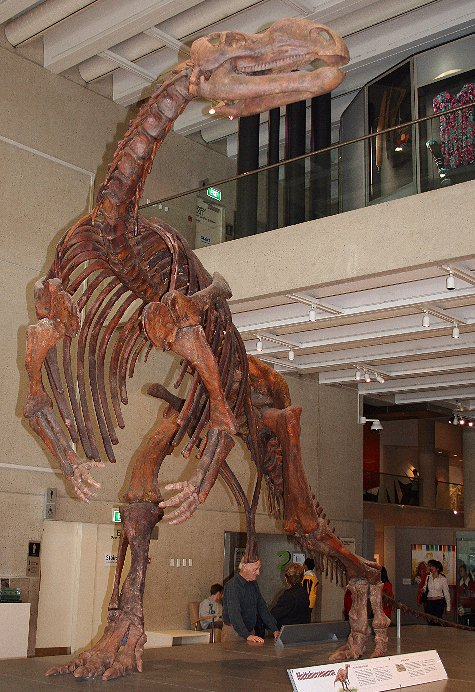
Скелет Muttaburrasaurus

- Mojoceratops – возможный младший синоним Chasmosaurus
- Mongolosaurus
- Mongolostegus
- Monkonosaurus
- Monoclonius
- Monolophosaurus
- "Mononychus" – занятое название; ныне Mononykus
- Mononykus
- Montanoceratops
- Morelladon
- Morinosaurus
- Moros
- Morosaurus – младший синоним Camarasaurus
- Morrosaurus
- Mosaiceratops
- "Moshisaurus" – nomen nudum; Mamenchisaurus
- "Mtapaiasaurus" – nomen nudum, Giraffatitan
- "Mtotosaurus" – nomen nudum; Dicraeosaurus
- Murusraptor
- Musankwa[79]
- Mussaurus
- Muttaburrasaurus
- Muyelensaurus
- Mymoorapelta

## N
- Naashoibitosaurus
- Nambalia
- Nankangia
- Nanningosaurus
- Nanosaurus
- Nanotyrannus – возможный синоним Tyrannosaurus
- Nanshiungosaurus
- Nanuqsaurus
- Nanyangosaurus
- Napaisaurus[80]
- Narambuenatitan
- Narindasaurus
- Nasutoceratops
- Natovenator[81]
- "Natronasaurus" – недействительное название; Alcovasaurus или Miragaia

- Navajoceratops
- Nebulasaurus

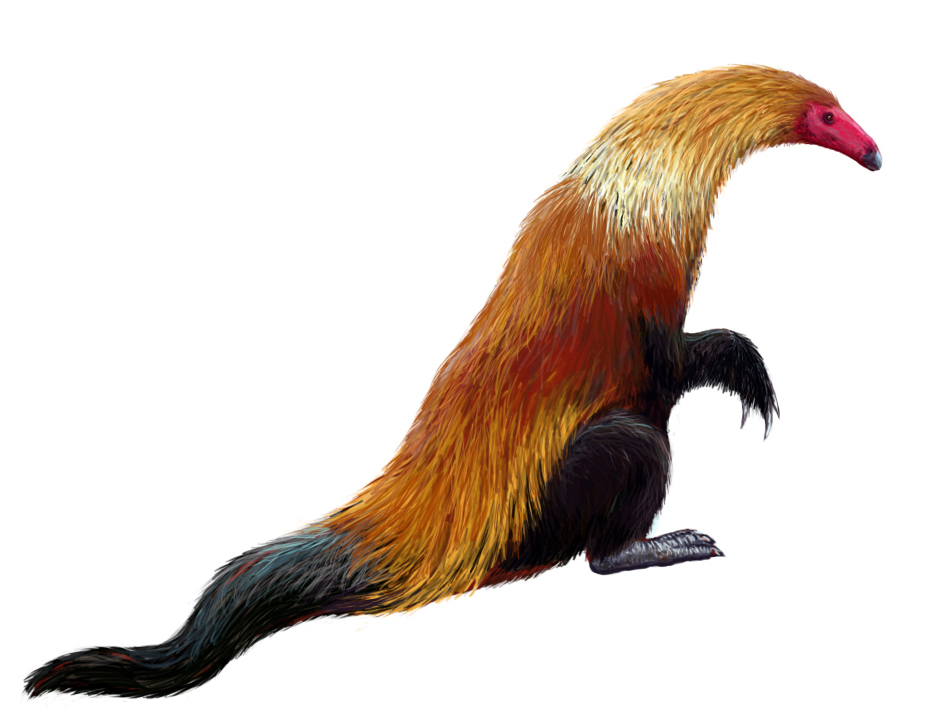
Реконструкцияя Neimongosaurus.

- "Nectosaurus" – занятное название; ныне Kritosaurus
- Nedcolbertia
- Nedoceratops – возможный младший синоним Triceratops
- Neimongosaurus
- "Nemegtia" – занятое название; ныне Nemegtomaia
- Nemegtomaia
- Nemegtonykus
- Nemegtosaurus
- "Neosaurus" – занятое название; ныне Hypsibema
- Neosodon
- Neovenator
- Neuquenraptor
- Neuquensaurus
- Nevadadromeus[82]
- "Newtonsaurus" – nomen nudum, возможно, Zanclodon
- "Ngexisaurus" – nomen nudum
- Ngwevu
- Nhandumirim
- Nicksaurus – nomen manuscriptum
- Niebla
- Nigersaurus
- Ningyuansaurus
- Ninjatitan
- Niobrarasaurus
- Nipponosaurus
- Noasaurus
- Nodocephalosaurus
- Nodosaurus
- Nomingia – возможный младший синоним Elmisaurus
- Nopcsaspondylus
- Normanniasaurus

- Notatesseraeraptor
- Nothronychus
- Notoceratops – Нотоцератопс
- Notocolossus
- Notohypsilophodon
- Nqwebasaurus

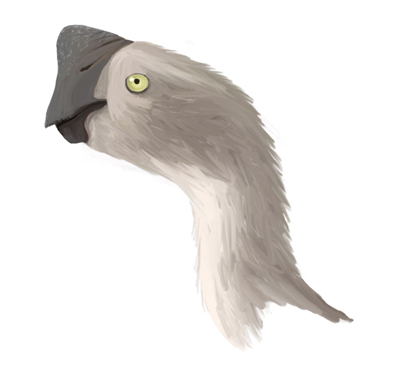
Реконструкция Nemegtomaia.

- "Nteregosaurus" – nomen nudum; Janenschia
- Nullotitan
- "Nurosaurus" – nomen nudum
- Nuthetes
- Nyasasaurus — возможно, динозавроморф, не являющийся динозавром
- "Nyororosaurus" – nomen nudum; Dicraeosaurus

## O
- Oblitosaurus[83]
- Oceanotitan
- Ohmdenosaurus
- Ojoceratops – возможный синоним Eotriceratops
- Ojoraptorsaurus
- Oksoko
- Oligosaurus – возможный синоним Mochlodon
- Olorotitan
- Omeisaurus
- Omosaurus – Омозавр; вероятно, не являющийся динозавром архозавр
- Ondogurvel[84]
- Onychosaurus – младший синоним Zalmoxes или Rhabdodon; возможно, анкилозавр
- Oohkotokia
- Opisthocoelicaudia
- Oplosaurus
- "Orcomimus" – nomen nudum
- Orinosaurus – младший синоним Orosaurus
- Orkoraptor
- Ornatops
- Ornatotholus – младший синоним Stegoceras
- Ornithodesmus
- "Ornithoides" – nomen nudum; Saurornithoides
- Ornitholestes
- Ornithomerus – возможный синоним Mochlodon
- Ornithomimoides
- Ornithomimus
- Ornithopsis

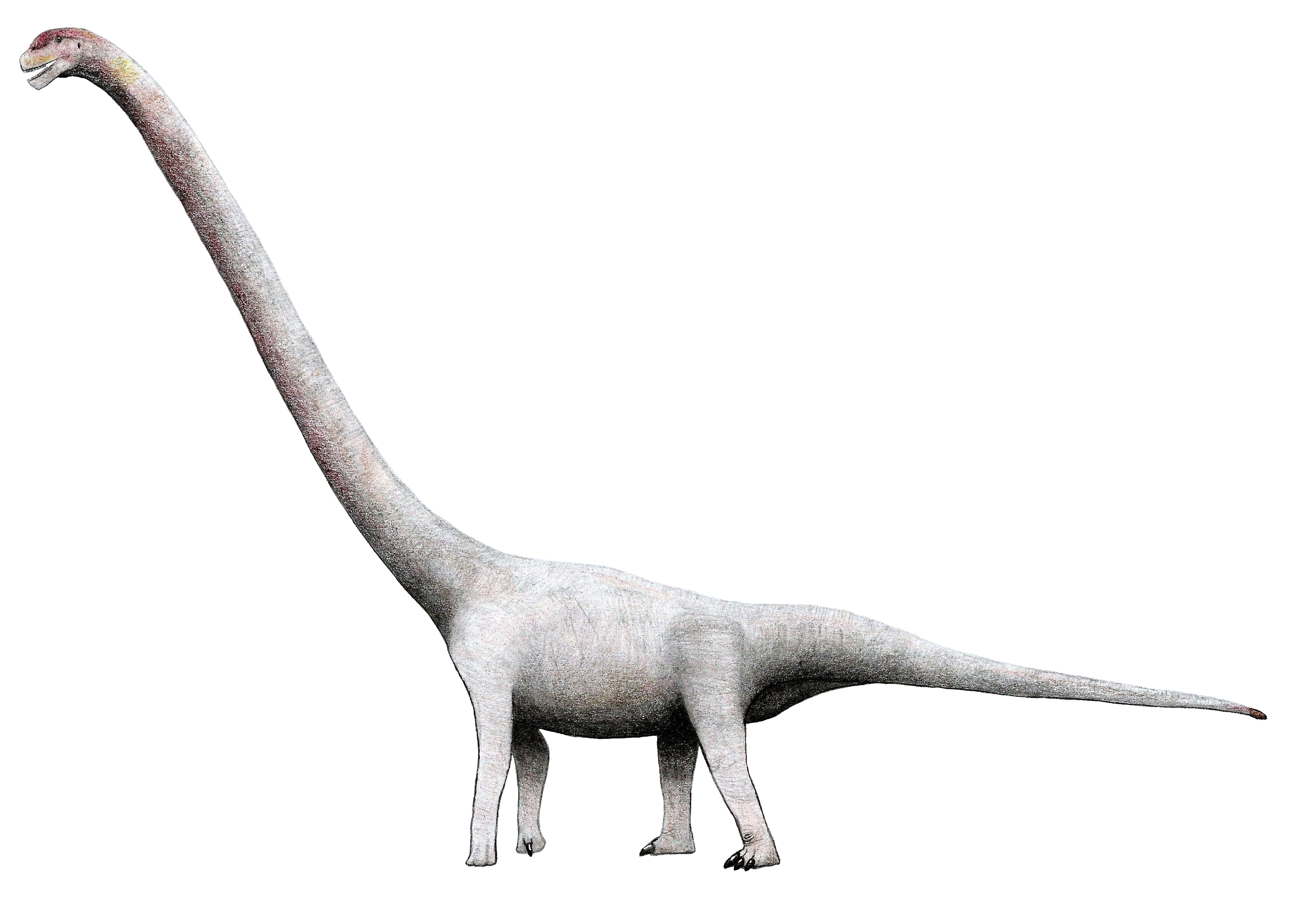
Реконструкция Omeisaurus.

- Ornithosuchus – впоследствии был переклассифицирован как орнитозухид
- Ornithotarsus – младший синоним Hadrosaurus
- Orodromeus
- Orosaurus
- Orthogoniosaurus
- Orthomerus
- Oryctodromeus
- "Oshanosaurus" – nomen nudum
- Osmakasaurus
- Ostafrikasaurus
- Ostromia
- Othnielia – возможный младший синоним Nanosaurus
- Othnielosaurus – младший синоним Nanosaurus
- Otogosaurus — возможно, nomen nudum (источник с первым описанием не обнаружен)
- Ouranosaurus
- Overoraptor
- Overosaurus
- Oviraptor
- "Ovoraptor" – nomen nudum; Velociraptor
- Owenodon
- Oxalaia – возможно, младший синоним Spinosaurus
- Ozraptor

## P
- Pachycephalosaurus – Пахицефалозавр
- Pachyrhinosaurus – Пахиринозавр
- Pachysauriscus – возможный синоним Plateosaurus
- Pachysaurops – младший синоним Plateosaurus
- "Pachysaurus" – занятое название; ныне Plateosaurus
- Pachyspondylus – младший синоним Massospondylus
- Pachysuchus
- Padillasaurus
- "Pakisaurus" – nomen nudum
- Palaeoctonus – впоследствии был переклассифицирован как фитозавр
- Palaeocursornis – впоследствии был переклассифицирован как птерозавр
- "Palaeolimnornis" – nomen nudum; синоним Palaeocursornis, впоследствии переклассифицированого как птерозавр
- Palaeopteryx – возможно, птица
- Palaeosauriscus – младший синоним Palaeosaurus
- Palaeosaurus – впоследствии был переклассифицирован как рептилия, не относящаяся к динозаврам
- "Palaeosaurus" – занятое название; ныне Sphenosaurus (впоследствии был переклассифицирован как проколофон)
- Palaeoscincus — Палеосцинк
- Paleosaurus – младший синоним Palaeosaurus
- Paludititan
- Paluxysaurus – младший синоним Sauroposeidon
- Pampadromaeus

- Pamparaptor
- Panamericansaurus
- Pandoravenator
- Panguraptor
- Panoplosaurus
- Panphagia – Панфагия

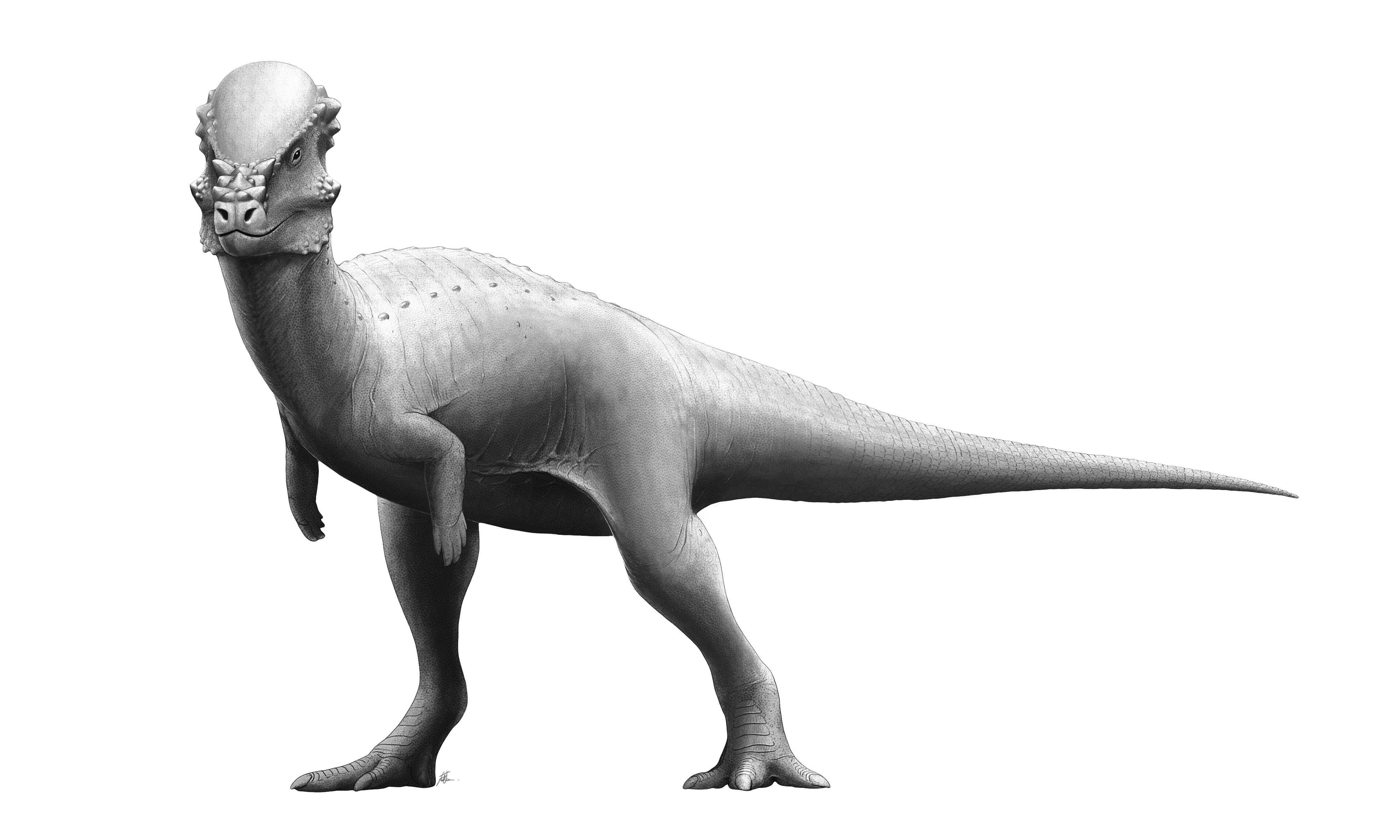
Реконструкция Pachycephalosaurus.

- Pantydraco – Пантидрако; возможный синоним Thecodontosaurus
- Papiliovenator[85]
- "Paraiguanodon" – nomen nudum; Bactrosaurus
- Paralitherizinosaurus[86]
- Paralititan – Паралититан
- Paranthodon
- Pararhabdodon
- Parasaurolophus – Паразавролоф
- Paraxenisaurus
- Pareiasaurus – впоследствии был переклассифицирован как парейазавр
- Pareisactus
- Parksosaurus – Парксозавр
- Paronychodon
- Parrosaurus – ныне Hypsibema
- Parvicursor
- Patagonykus – Патагоник
- Patagopelta[87]
- Patagosaurus – Патагозавр
- Patagotitan – Патаготитан
- Pawpawsaurus
- Pectinodon
- Pedopenna
- Pegomastax
- Peishansaurus
- Pekinosaurus – младший синоним Revueltosaurus
- Pelecanimimus – Пелеканимим
- Pellegrinisaurus
- Peloroplites
- Pelorosaurus
- "Peltosaurus" – занятое название; ныне Sauropelta
- Pendraig[88]
- Penelopognathus
- Pentaceratops

- Perijasaurus[89]
- Petrobrasaurus
- Phaedrolosaurus
- Philovenator
- Phuwiangosaurus
- Phuwiangvenator
- Phyllodon
- Piatnitzkysaurus

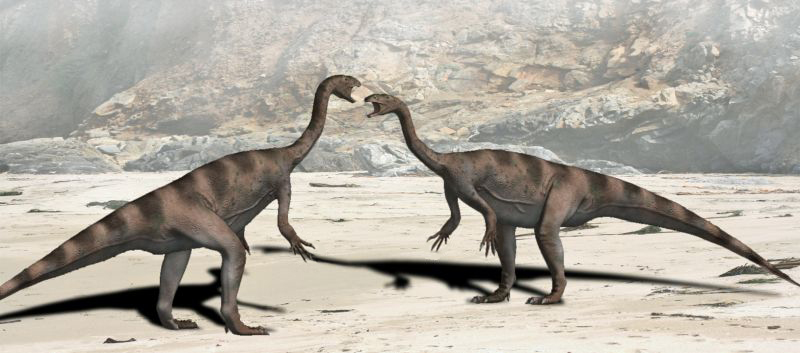
Реконструкция Plateosaurus.

- Picrodon – возможно, не является динозавром
- Pilmatueia
- Pinacosaurus
- Pisanosaurus — Пизанозавр; возможно, не является динозавром
- Pitekunsaurus
- Piveteausaurus
- Planicoxa
- Plateosauravus
- Plateosaurus – Платеозавр
- Platyceratops – синоним Bagaceratops
- Platypelta
- Platytholus[90]
- Plesiohadros
- Pleurocoelus – возможный младший синоним Astrodon
- Pleuropeltus – младший синоним Struthiosaurus
- Pneumatoarthrus – впоследствии был переклассифицирован как черепаха
- Pneumatoraptor
- Podokesaurus – Подокезавр
- Poekilopleuron
- «Polacanthoides» – химера, собранная из остатков Hylaeosaurus и Polacanthus
- Polacanthus – Полакантус
- Polyodontosaurus
- Polyonax
- Ponerosteus – возможно, архозавр, не относящийся к динозаврам
- Poposaurus – впоследствии был переклассифицирован как архозавр, не относящийся к динозаврам
- Portellsaurus[91]
- Postosuchus – Постозух; впоследствии был переклассифицирован как рауизухид
- Powellvenator
- Pradhania
- Prenocephale – Преноцефал
- Prenoceratops – Преноцератопс
- Priconodon
- Priodontognathus

- Proa
- Probactrosaurus – Пробактрозавр
- Probrachylophosaurus

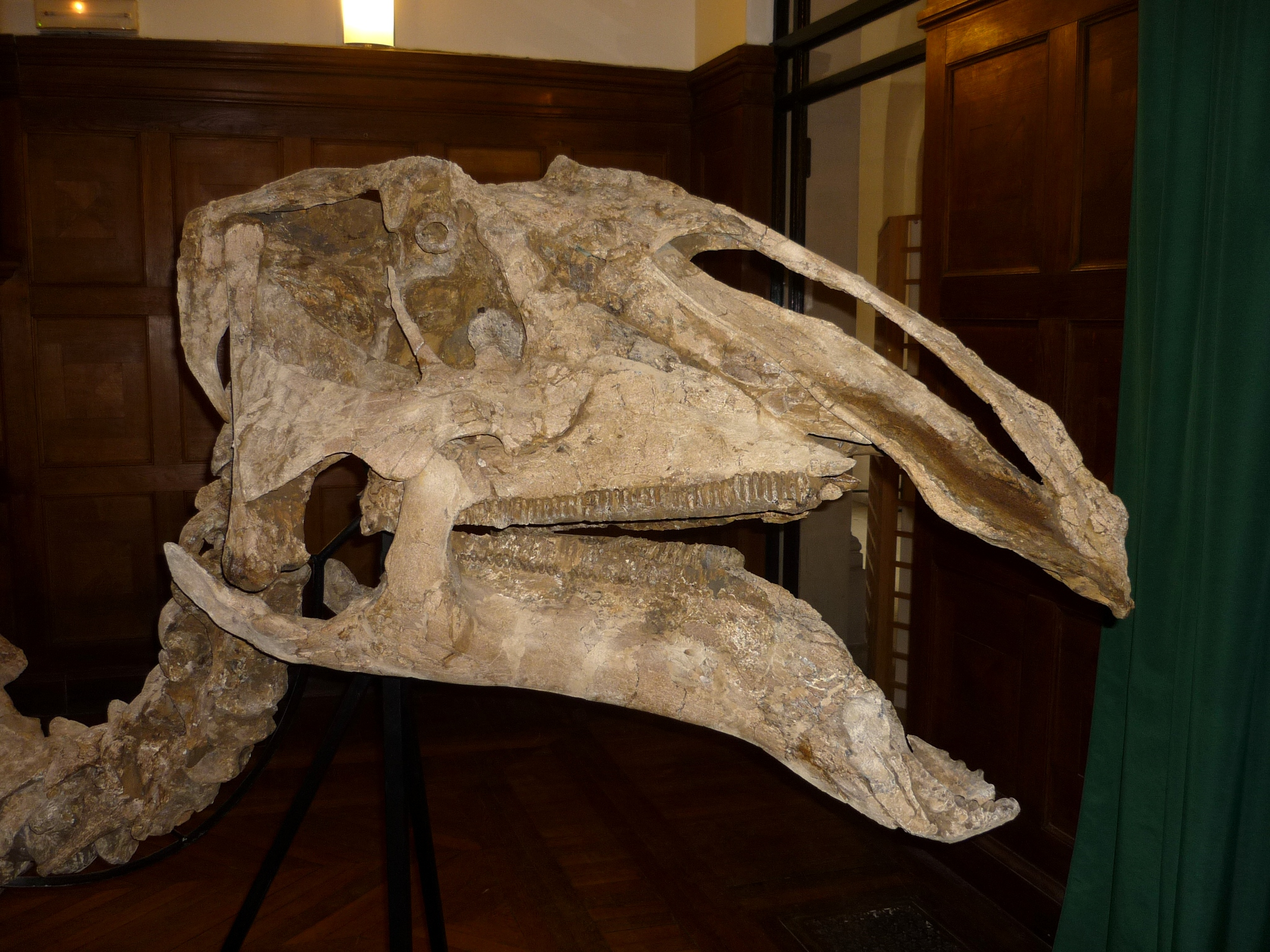
Череп Prosaurolophus

- Proceratops – младший синоним Ceratops
- Proceratosaurus – Процератозавр
- Procerosaurus – впоследствии был переклассифицирован как младший синоним Tanystropheus (не является динозавром)
- "Procerosaurus" – занятое название; ныне Ponerosteus
- Procheneosaurus – младший синоним Lambeosaurus
- Procompsognathus – Прокомпсогнат
- Prodeinodon – Продейнодон
- "Proiguanodon" – nomen nudum; Iguanodon
- Propanoplosaurus
- Proplanicoxa – возможный младший синоним Mantellisaurus
- Prosaurolophus
- Protarchaeopteryx – Протархеоптерикс
- Protathlitis[92]
- Protecovasaurus – впоследствии был переклассифицирован как архозавроморф, не относящийся к динозаврам
- Protiguanodon – младший синоним Psittacosaurus
- Protoavis – первоначально описан как ранняя птица; возможно, химера, включающая в состав кости теропод
- Protoceratops
- Protognathosaurus
- "Protognathus" – занятое название; ныне Protognathosaurus
- Protohadros
- "Protorosaurus" – занятое название; ныне Chasmosaurus
- Protorosaurus – впоследствии был переклассифицирован как рептилия, не относящаяся к динозаврам
- "Proyandusaurus" – nomen nudum; Hexinlusaurus.
- Pseudolagosuchus – младший синоним Lewisuchus
- Psittacosaurus – Пситтакозавр
- Pteropelyx
- Pterospondylus
- Puertasaurus
- Pukyongosaurus
- Pulanesaura
- Punatitan
- Pycnonemosaurus
- Pyroraptor

## Q

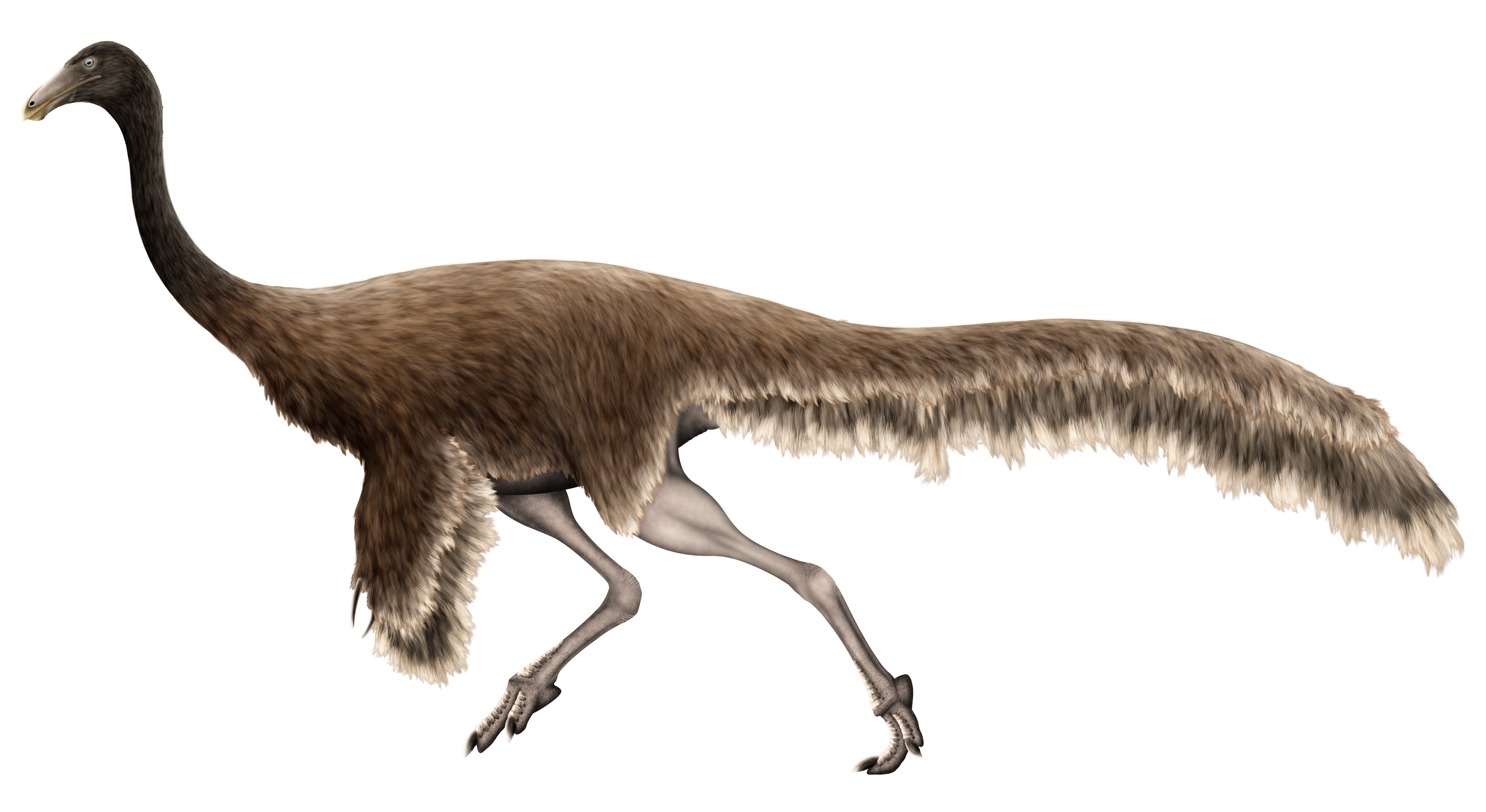
Реконструкция Qiupalong

- Qantassaurus
- Qianjiangsaurus[93]
- Qianlong[94]

- Qianzhousaurus – Цяньчжоузавр
- Qiaowanlong
- Qijianglong
- Qingxiusaurus
- Qinlingosaurus
- Qiupalong
- Qiupanykus
- Quaesitosaurus
- Quetecsaurus
- Quilmesaurus
- Qunkasaura[95]

## R
- Rachitrema – впоследствии был переклассифицирован как химера, основанная на окаменелостях ихтиозавра
- Rahiolisaurus
- "Rahona" – занятое название; ныне Rahonavis
- Rahonavis – возможно, птица
- Rajasaurus – Раджазавр
- Rapator
- Rapetosaurus – Рапетозавр
- Raptorex – Рапторекс; возможный младший синоним Tarbosaurus
- Ratchasimasaurus
- Rativates
- Rayososaurus
- Razanandrongobe – впоследствии был переклассифицирован как крокодиломорф
- Rebbachisaurus
- Regaliceratops – Регалицератопс
- Regnosaurus
- Revueltosaurus – впоследствии был переклассифицирован как Pseudosuchia
- Rhabdodon – Рабдодон
- Rhadinosaurus – может не относится к динозавром; возможно, крокодил
- Rhinorex – возможный синоним Gryposaurus
- Rhodanosaurus – младший синоним Struthiosaurus
- Rhoetosaurus
- Rhomaleopakhus[96]
- Rhopalodon – впоследствии был переклассифицирован как синапсид
- Riabininohadros – Рябининогадрос
- Richardoestesia

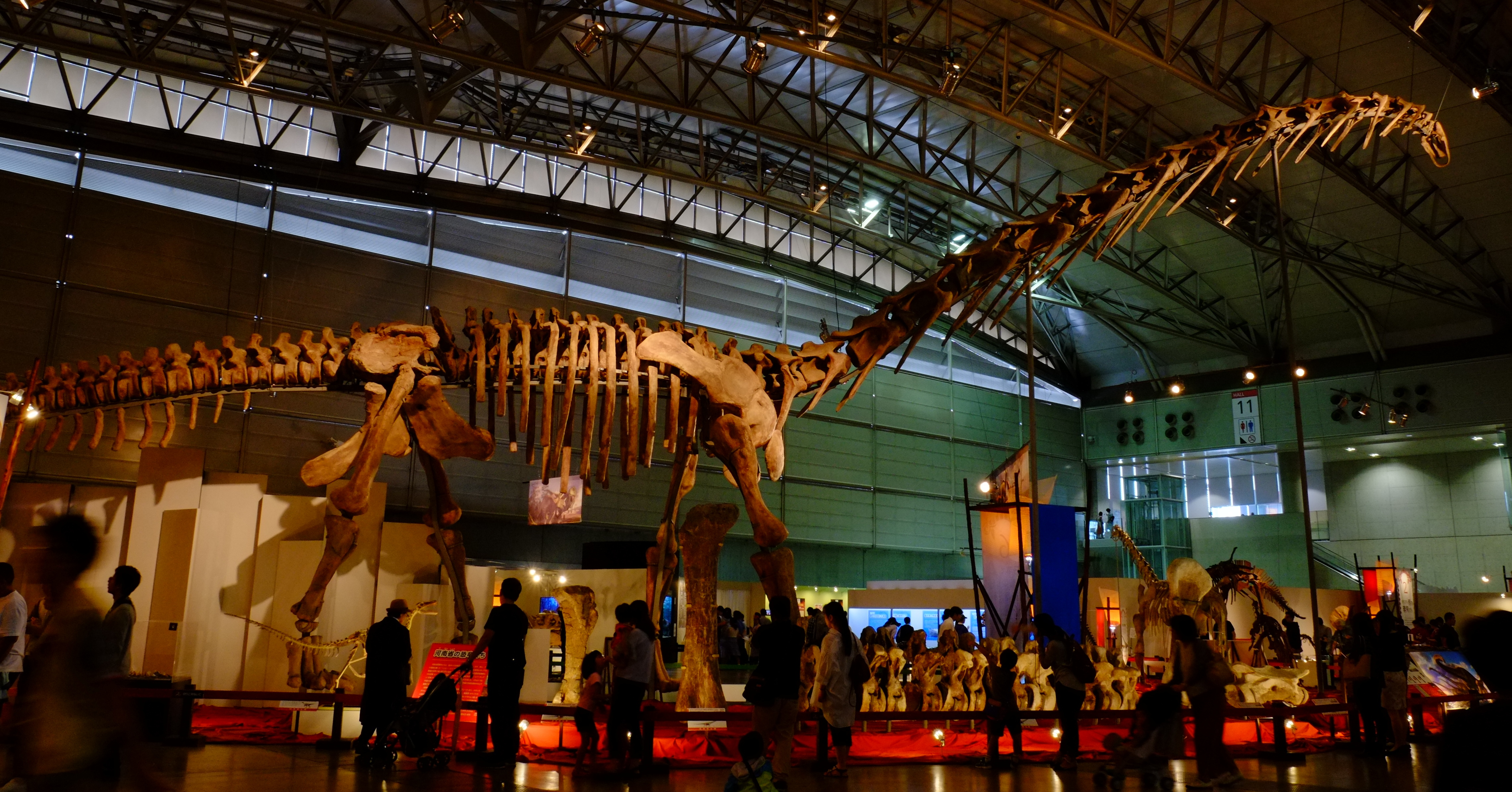
Ruyangosaurus

- "Rileya" – занятое название; ныне известен как фитозавр Rileyasuchus
- Rileyasuchus – впоследствии был переклассифицирован как фитозавр
- Rinchenia – Ринчения
- Rinconsaurus
- Rioarribasaurus – младший синоним Coelophysis
- "Riodevasaurus" – nomen nudum; Turiasaurus
- Riojasaurus
- Riojasuchus – впоследствии был переклассифицирован как архозавр, не связанный с динозаврами
- Riojavenatrix[97]
- Riparovenator[98]
- Rocasaurus
- "Roccosaurus" – nomen nudum; Melanorosaurus
- "Ronaldoraptor" – nomen nudum
- Rubeosaurus – младший синоним Styracosaurus
- Ruehleia
- Rugocaudia
- Rugops – Ругопс
- Ruixinia[99]
- Rukwatitan
- Ruyangosaurus

## S
- Sacisaurus – возможно, не динозавр
- Sahaliyania
- Saichania
- "Saldamosaurus" – nomen nudum
- "Salimosaurus" – nomen nudum, синоним Giraffatitan
- Saltasaurus – Сальтазавр
- Saltopus – не является динозавром
- "Saltriosaurus" – nomen nudum
- Saltriovenator
- "Sanchusaurus" – nomen nudum, возможно, Gallimimus
- "Sangonghesaurus" – nomen nudum, Tianchisaurus
- Sanjuansaurus
- Sanpasaurus
- Santanaraptor – Сантанараптор
- Sanxiasaurus
- Sarahsaurus
- Saraikimasoom – nomen manuscriptum
- Sarcolestes
- Sarcosaurus
- Sarmientosaurus
- Sasayamagnomus[100]
- Saturnalia
- "Sauraechinodon" – nomen nudum; Echinodon

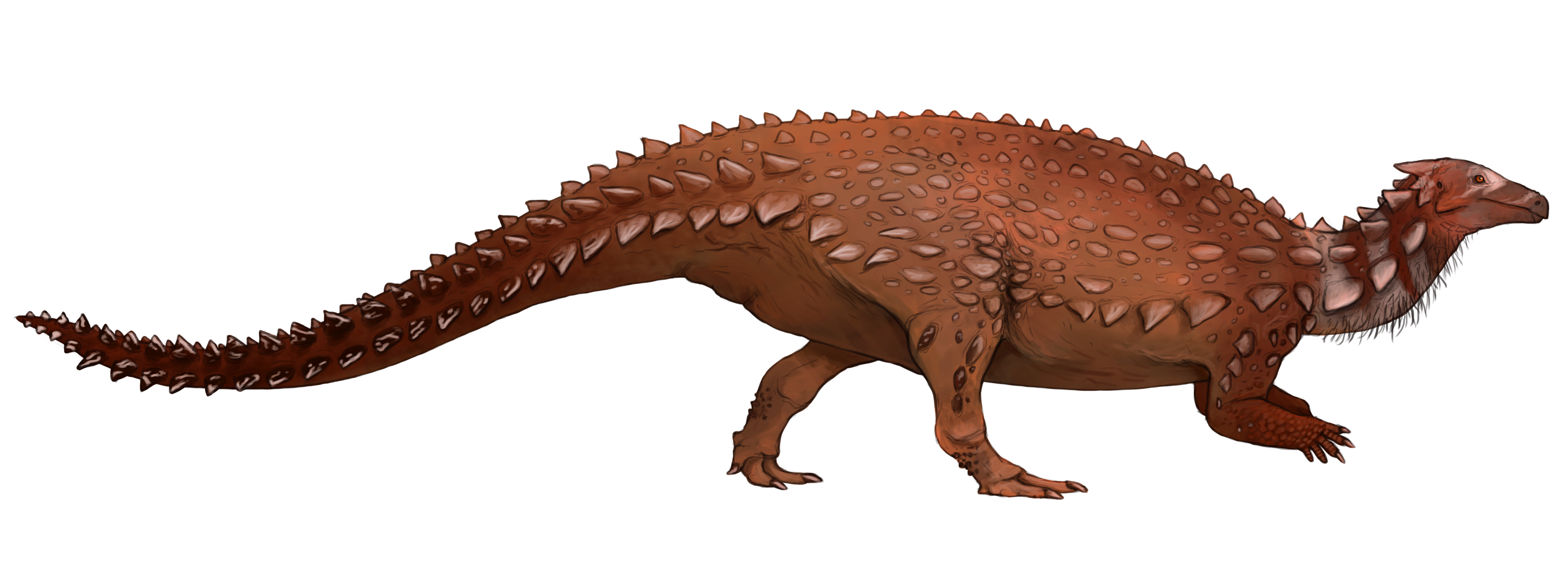
Реконструкция Scelidosaurus.

- "Sauraechmodon" – nomen nudum; Echinodon
- "Saurechinodon" – nomen nudum; Echinodon
- Saurolophus – Завролофы
- Sauroniops
- Sauropelta – Завропельта
- Saurophaganax
- "Saurophagus" – занятое название; ныне Saurophaganax
- Sauroplites
- Sauroposeidon – Завропосейдон
- Saurornithoides – Заурорнитоидес
- Saurornitholestes – Заврорнитолест
- Savannasaurus
- Scansoriopteryx
- Scaphonyx – впоследствии был переклассифицирован как ринхозавр Hyperodapedon
- Scelidosaurus – Сцелидозавр
- Schleitheimia
- Scipionyx – Сципионикс
- Sciurumimus
- Scleromochlus – впоследствии был переклассифицирован как архозавр, не связанный с динозаврами
- Scolosaurus – Сколозавр
- Scutellosaurus – Скутеллозавр
- Secernosaurus
- Sefapanosaurus
- Segisaurus – Сегизавр
- Segnosaurus – Сегнозавр
- Seismosaurus – младший синоним Diplodocus
- Seitaad
- Sektensaurus
- "Selimanosaurus" – nomen nudum; Dicraeosaurus
- Sellacoxa – младший синоним Barilium
- Sellosaurus – младший синоним Plateosaurus
- Serendipaceratops
- Serikornis
- Shamosaurus – Шамозавр
- Shanag
- Shanshanosaurus – младший синоним Tarbosaurus
- Shantungosaurus – Шаньдунозавр
- Shanxia
- Shanyangosaurus
- Shaochilong

- Shenzhousaurus
- Shidaisaurus
- Shingopana
- Shishugounykus
- Shixinggia – Шисиния
- Shri

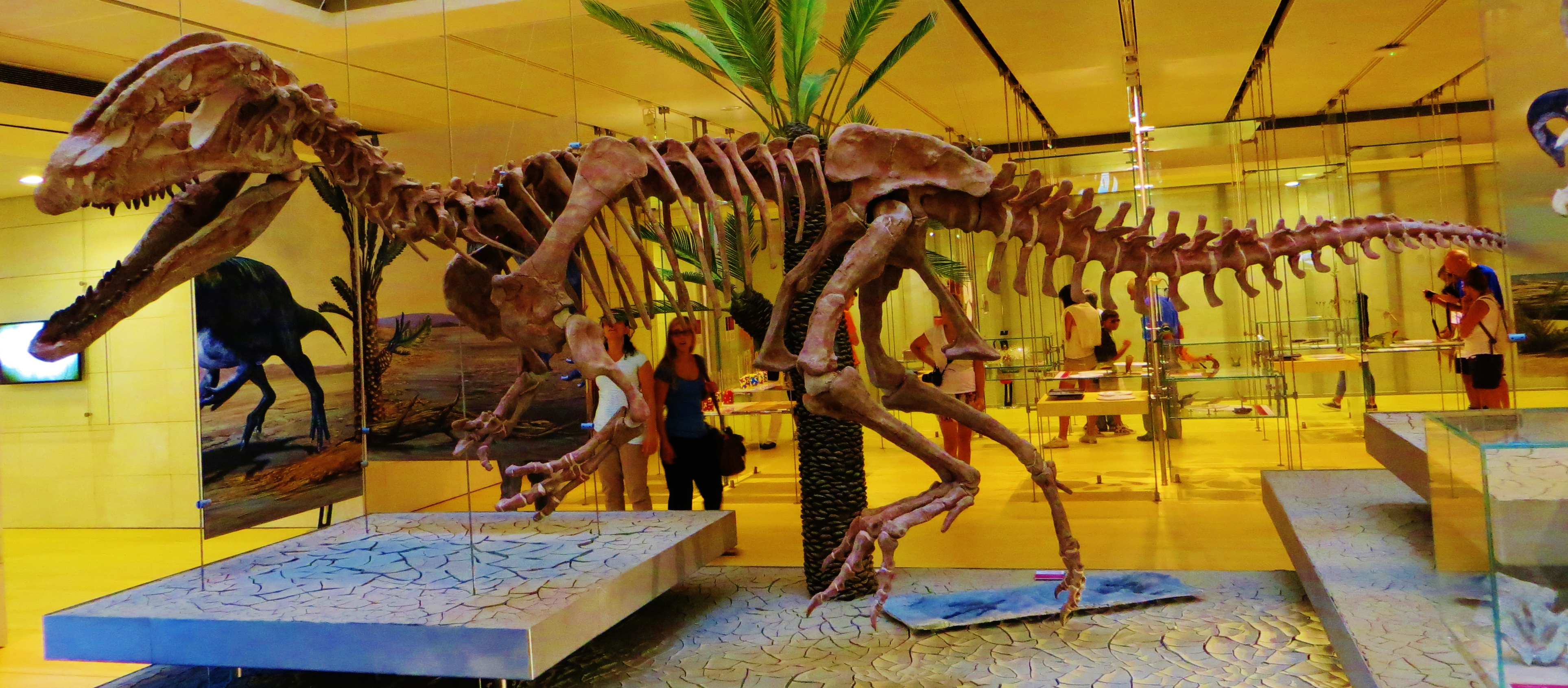
Скелет Sinosaurus

- Shuangbaisaurus – возможный синоним Sinosaurus
- Shuangmiaosaurus
- Shunosaurus – Шунозавр
- Shuvosaurus – впоследствии был переклассифицирован как раухизухид
- Shuvuuia Шувуйя
- Siamodon
- "Siamodracon" – nomen nudum
- Siamosaurus
- Siamotyrannus – Сиамотиран
- Siamraptor
- Siats
- "Sibirosaurus" – nomen nudum, ныне Sibirotitan
- Sibirotitan Сибиротитан
- Sidersaura[101]
- "Sidormimus" – nomen nudum
- Sierraceratops[102]
- Sigilmassasaurus – возможный младший синоним Spinosaurus
- Silesaurus – Силезавр; не является динозавром
- Siluosaurus
- Silutitan[103]
- Silvisaurus
- Similicaudipteryx
- Sinankylosaurus
- Sinocalliopteryx – Синокаллиоптерикс
- Sinocephale[104]
- Sinoceratops – Синоцератопс
- Sinocoelurus
- "Sinopelta" – nomen nudum; синоним Sinopeltosaurus
- "Sinopeltosaurus" – nomen nudum
- Sinopliosaurus – плиозавр, вид "S." fusuiensis является динозавром, возможно, синонимичным с Siamosaurus
- Sinornithoides

- Sinornithomimus
- Sinornithosaurus – Синорнитозавр

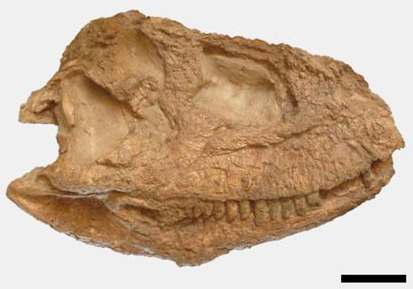
Череп Skorpiovenator

- Sinosauropteryx – Синозавроптерикс
- Sinosaurus – Синозавр
- Sinotyrannus – Синотиранн
- Sinovenator
- Sinraptor
- Sinusonasus
- Sirindhorna
- Skorpiovenator – Скорпиовенатор
- "Smilodon" – занятое название; ныне Zanclodon
- Smitanosaurus
- Smok — не является динозавром
- Sonidosaurus
- Sonorasaurus Соноразавр
- Soriatitan
- Soumyasaurus – возможно, не является динозавром
- Spectrovenator
- Sphaerotholus
- Sphenosaurus – впоследствии был переклассифицирован как проколофон
- Sphenospondylus – младший синоним Mantellisaurus
- Spiclypeus
- Spicomellus[105]
- Spinophorosaurus
- Spinops
- Spinosaurus – Спинозавр
- Spinostropheus – Спинострофей
- Spinosuchus – впоследствии был переклассифицирован как рептилия, не относящаяся к динозаврам
- Spondylosoma – впоследствии был переклассифицирован как не относящийся к динозаврам архозавр
- Squalodon – впоследствии был переклассифицирован как китообразное
- Staurikosaurus – Ставрикозавр
- Stegoceras – Стегоцерас
- Stegopelta
- Stegosaurides
- Stegosaurus – Стегозавр
- Stegouros[106]
- Stellasaurus
- Stenonychosaurus

- Stenopelix – Стенопеликс

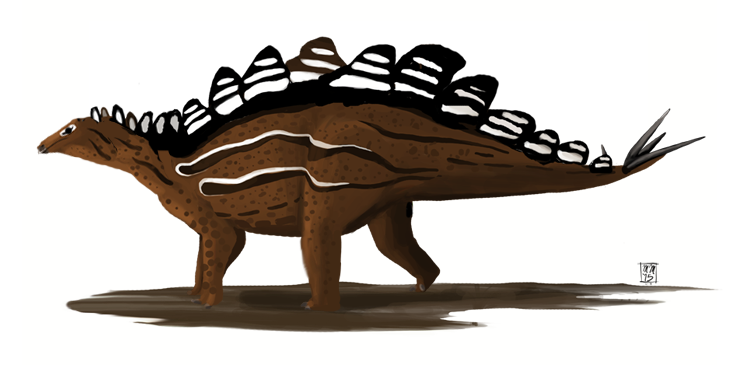
Реконструкция Stegosaurus

- Stenotholus – младший синоним Pachycephalosaurus
- Stephanosaurus – младший синоним Lambeosaurus
- "Stereocephalus" – занятое название; ныне Euoplocephalus
- Sterrholophus – младший синоним Triceratops
- Stokesosaurus – Стоксозавр
- Stormbergia – младший синоним Lesothosaurus
- Strenusaurus – младший синоним Riojasaurus
- Streptospondylus
- Struthiomimus – Струтиомим
- Struthiosaurus
- Stygimoloch – младший синоним Pachycephalosaurus
- Stygivenator – младший синоним Tyrannosaurus
- Styracosaurus – Стиракозавр
- Succinodon – впоследствии был переклассифицирован как моллюск
- Suchomimus
- Suchoprion – впоследствии был переклассифицирован как фитозавр
- Suchosaurus – возможно, синоним Baryonyx
- "Sugiyamasaurus" – nomen nudum
- "Sulaimanisaurus" – nomen nudum
- Supersaurus – Суперзавр
- Suskityrannus
- Suuwassea
- Suzhousaurus
- Symphyrophus – младший синоним Camptosaurus
- Syngonosaurus
- "Syntarsus" – занятое название; синоним Coelophysis
- Syrmosaurus – младший синоним Pinacosaurus
- Szechuanosaurus

## T
- Talarurus
- Talenkauen – Таленкауэн
- Talos
- Tamarro
- Tambatitanis
- Tameryraptor
- Tangvayosaurus
- Tanius
- Tanycolagreus – Таниколагрей

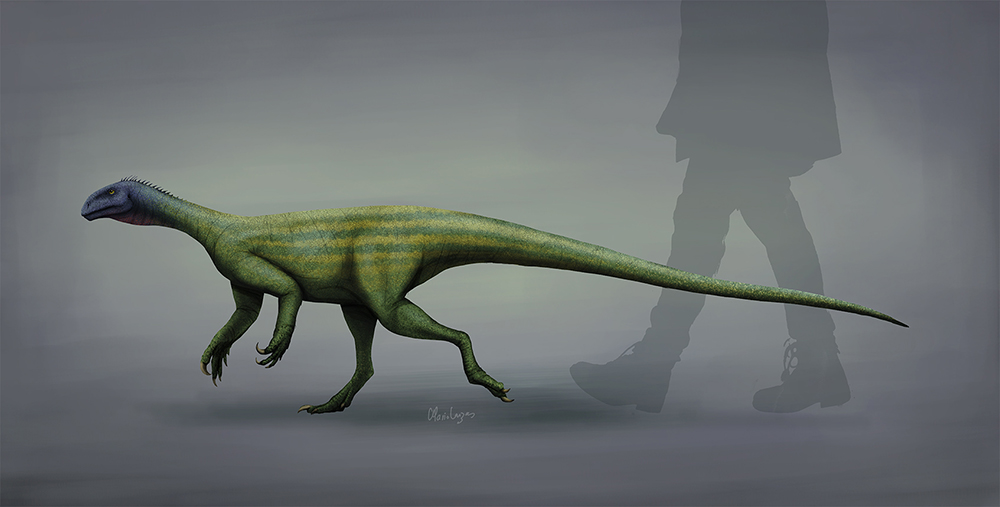
РеконструкцияThecodontosaurus.

- Tanystropheus – впоследствии был переклассифицирован как Protorosauria
- Tanystrosuchus
- Taohelong
- Tapinocephalus – впоследствии был переклассифицирован как терапсид
- Tapuiasaurus
- Tarascosaurus
- Tarbosaurus – Тарбозавр
- Tarchia – Тархия
- Tastavinsaurus
- Tatankacephalus
- Tatankaceratops – возможный младший синоним Triceratops
- Tataouinea
- Tatisaurus
- Taurovenator
- Taveirosaurus – возможно, млекопитающее
- Tawa –Тава
- Tawasaurus – младший синоним Lufengosaurus
- Tazoudasaurus
- Technosaurus – возможно, не динозавр
- Tecovasaurus – впоследствии был переклассифицирован как архозавроморф, не относящийся к динозаврам
- Tehuelchesaurus
- "Teihivenator" – nomen nudum
- Teinurosaurus
- Teleocrater – впоследствии был переклассифицирован как базальный авеметатарзалий
- Telmatosaurus
- "Tenantosaurus" – nomen nudum; Tenontosaurus
- "Tenchisaurus" – nomen nudum;  неофициальное "музейное" название Tianchisaurus
- Tendaguria
- Tengrisaurus – Тенгризавр
- Tenontosaurus – Тенонтозавр
- Teratophoneus – Тератофоней
- Teratosaurus – впоследствии был переклассифицирован как архозавр, не относящийся к динозаврам
- Termatosaurus – впоследствии был переквалифицирован как фитозавр
- Terminocavus

- Tethyshadros

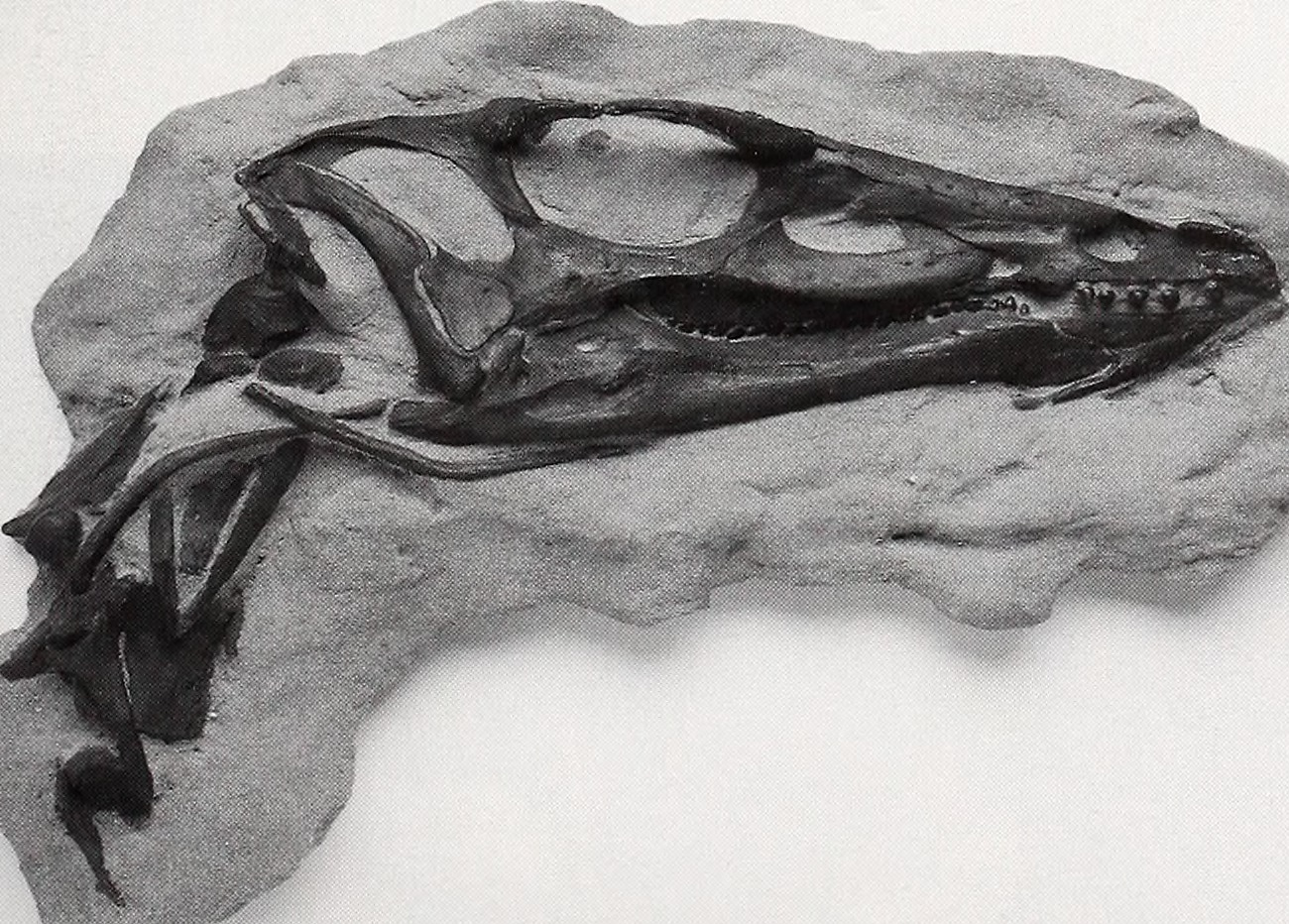
Thescelosaurus

- Tetragonosaurus – младший синоним Lambeosaurus
- Texacephale
- Texasetes
- Teyuwasu – возможный синоним Staurikosaurus
- Thanatotheristes
- Thanos
- Tharosaurus[107]
- Thecocoelurus
- Thecodontosaurus
- Thecospondylus
- Theiophytalia
- Therizinosaurus – Теризинозавр
- Therosaurus – синоним Iguanodon
- Thescelosaurus Тесцелозавр
- Thespesius – младший синоним эдмонтозавра
- "Thotobolosaurus" – nomen nudum; Kholumolumo
- Thyreosaurus[108]
- Tiamat[109]
- Tianchiasaurus – неверное написание Tianchisaurus
- Tianchisaurus
- "Tianchungosaurus" – nomen nudum; Dianchungosaurus (крокодил)
- Tianyulong – Тяньюйлун
- Tianyuraptor
- Tianzhenosaurus
- Tichosteus
- Tienshanosaurus
- Tietasaura[110]
- Timimus
- Timurlengia – Тимурленгия
- Titanoceratops – Титаноцератопс
- Titanomachya[111]
- Titanosaurus – Титанозавр
- "Titanosaurus" – занятое название; ныне Atlantosaurus
- Tlatolophus
- Tochisaurus
- "Tomodon" – занятое название; ныне Diplotomodon
- Tonganosaurus
- Tongtianlong
- "Tonouchisaurus" – nomen nudum
- Torilion –младший синоним Barilium
- Tornieria
- Torosaurus – Торозавр

- Torvosaurus – Торвозавр
- Tototlmimus

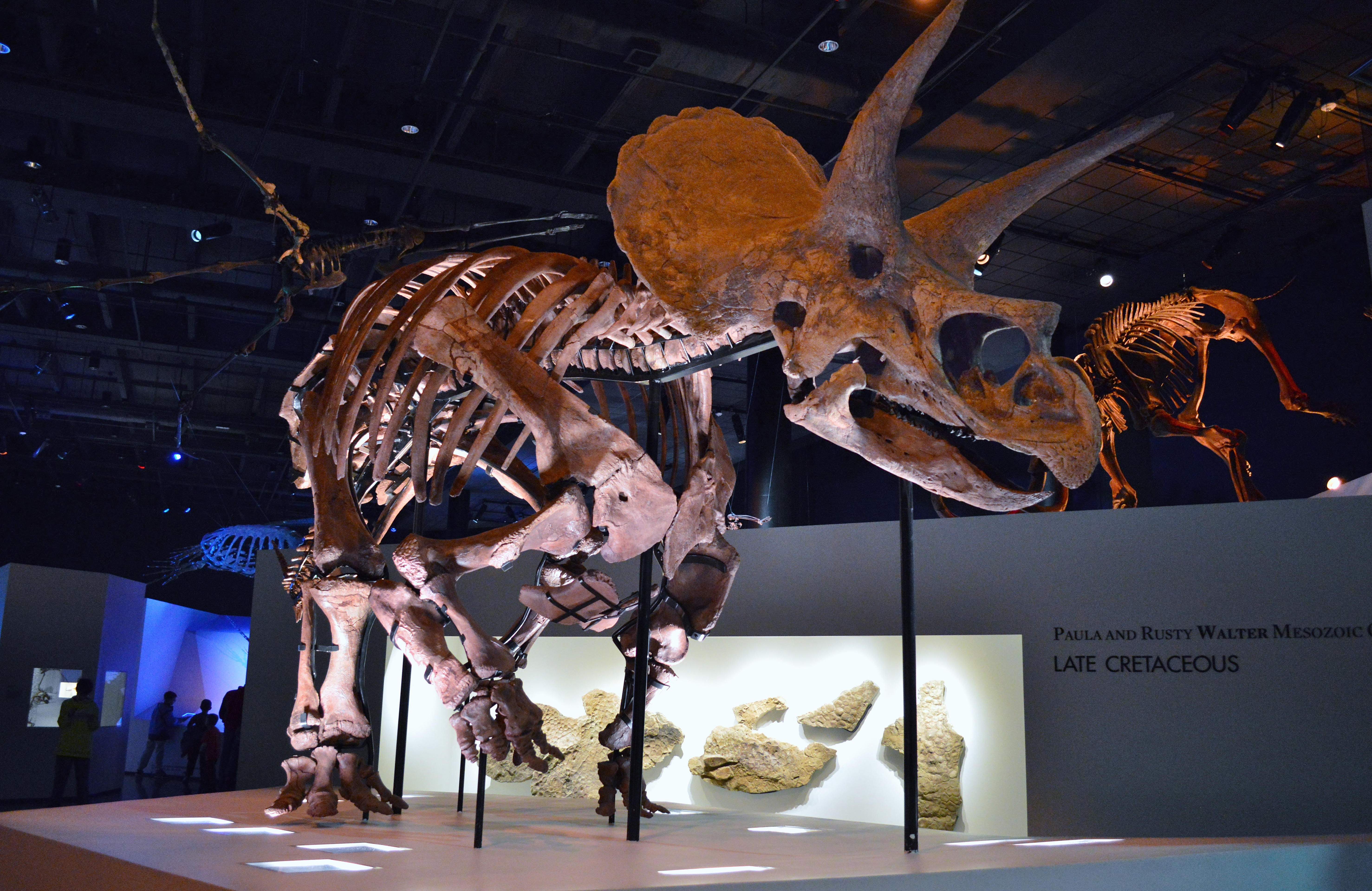
Смонтированный скелет трицератопса

- Trachelosaurus – впоследствии был переклассифицирован как базальный архозавроморф
- Trachodon – младший синоним эдмонтозавра
- Tralkasaurus
- Transylvanosaurus[112]
- Tratayenia
- Traukutitan
- Trialestes – впоследствии был переклассифицирован как базальный крокодиломорф
- "Triassolestes" – занятое название; ныне Trialestes
- Tribelesodon – младший синоним Tanystropheus
- Triceratops – Трицератопс
- Trierarchuncus
- Trigonosaurus
- Trimucrodon
- Trinisaura
- Triunfosaurus
- Troodon – Троодон
- Tsaagan
- Tsagantegia
- Tsintaosaurus – Цинтаозавр
- Tuebingosaurus[113]
- Tugulusaurus
- Tuojiangosaurus
- Turanoceratops – Тураноцератопс
- Turiasaurus
- Tylocephale
- Tylosteus – синоним Pachycephalosaurus
- Tyrannomimus[114]
- Tyrannosaurus – Тираннозавр
- Tyrannotitan – Тираннотитан

## U
- Uberabatitan
- "Ubirajara" – nomen nudum
- Udanoceratops – Уданоцератопс
- Udelartitan[115]

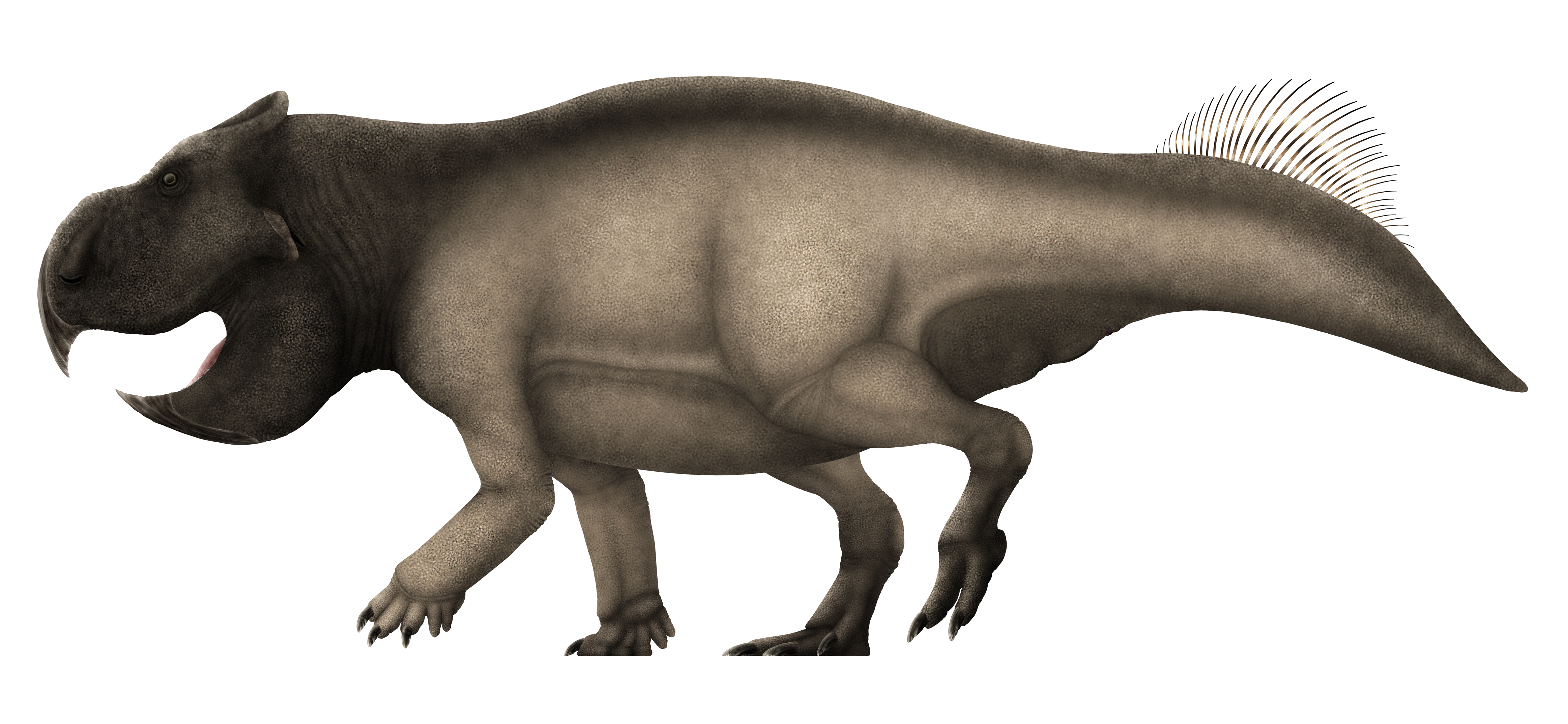
Реконструкция Udanoceratops

- Ugrosaurus – младший синоним Triceratops
- Ugrunaaluk – младший синоним Edmontosaurus
- Uintasaurus – младший синоним Camarasaurus
- Ultrasauros – младший синоним Supersaurus
- "Ultrasaurus" – занятое название; переименован в Ultrasauros, ныне является младшим синонимом Supersaurus
- Ultrasaurus
- Ulughbegsaurus[116]
- "Umarsaurus" – nomen nudum; Barsboldia
- Unaysaurus
- Unenlagia – Уненлагия
- Unescoceratops
- "Unicerosaurus" – nomen nudum, впоследствии было установлено, что остатки принадлежали рыбе
- Unquillosaurus
- Urbacodon – Урбакодон
- Utahceratops
- Utahraptor – Ютараптор
- Uteodon

## V
- Vagaceratops
- Vahiny
- Valdoraptor – возможный синонимThecocoelurus
- Valdosaurus
- Vallibonavenatrix
- Variraptor
- Vayuraptor
- Vectaerovenator
- Vectensia – младший синоним Polacanthus или Hylaeosaurus
- Vectidromeus[117]
- Vectipelta[118]
- Vectiraptor[119]

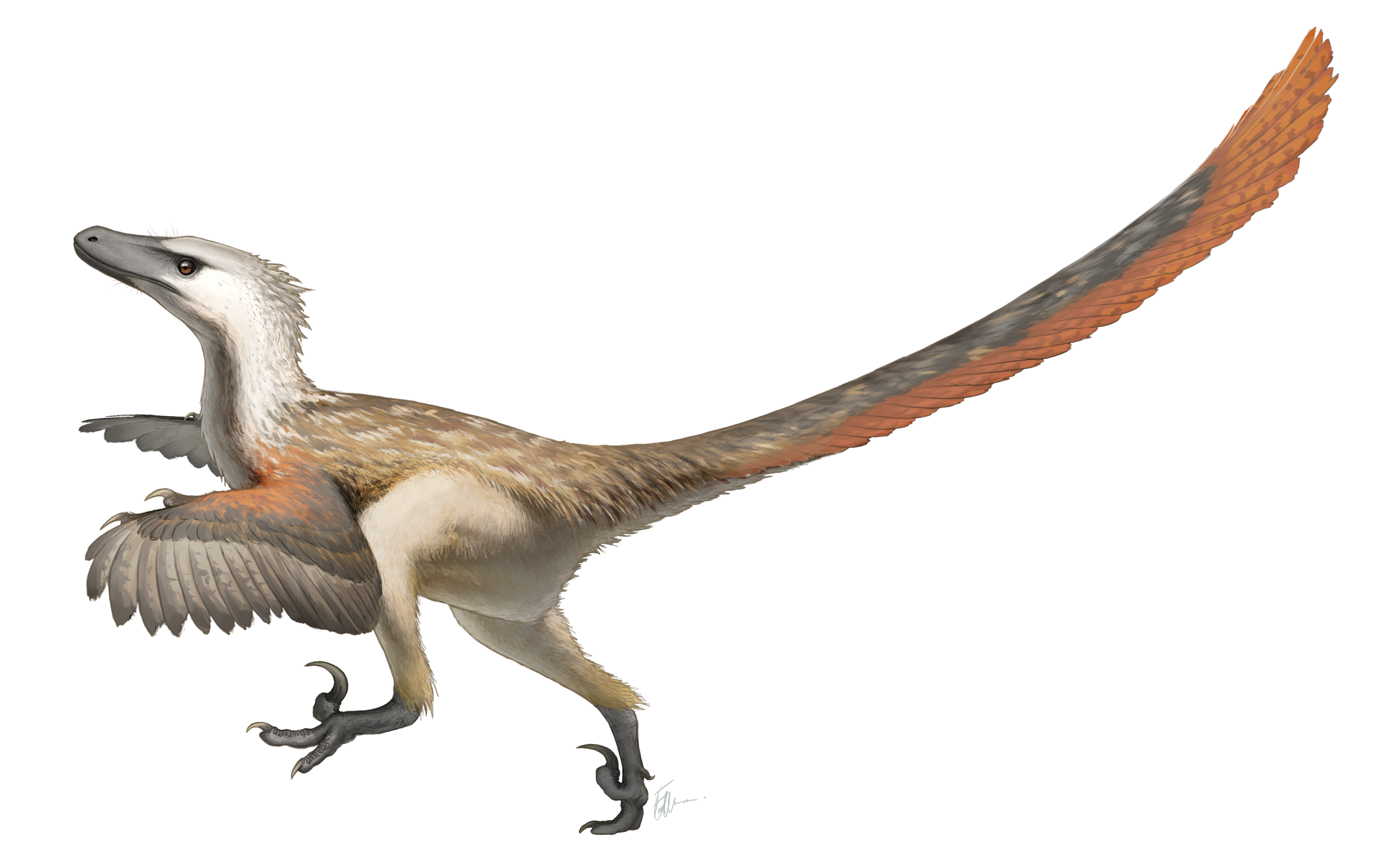
Реконструкция Velociraptor

- Vectisaurus – младший синоним Mantellisaurus
- Velafrons
- Velocipes
- Velociraptor – Велоцираптор
- Velocisaurus
- Venaticosuchus – позже было установлено, что животное было архозавром вне группы динозавров
- Venenosaurus
- Vespersaurus – Весперзавр
- Veterupristisaurus
- Viavenator
- "Vitakridrinda" – nomen nudum
- "Vitakrisaurus" – nomen nudum
- Volgatitan – Волгатитан
- Volkheimeria
- Vouivria
- Vulcanodon – Вулканодон

## W
- Wadhurstia – младший синоним Hypselospinus
- Wakinosaurus
- Walgettosuchus – возможный синоним Rapator
- "Walkeria" – занятое название; ныне — Alwalkeria
- "Walkersaurus" – nomen nudum; Duriavenator
- Wamweracaudia
- "Wangonisaurus" – nomen nudum, синоним Giraffatitan
- Wannanosaurus
- Weewarrasaurus

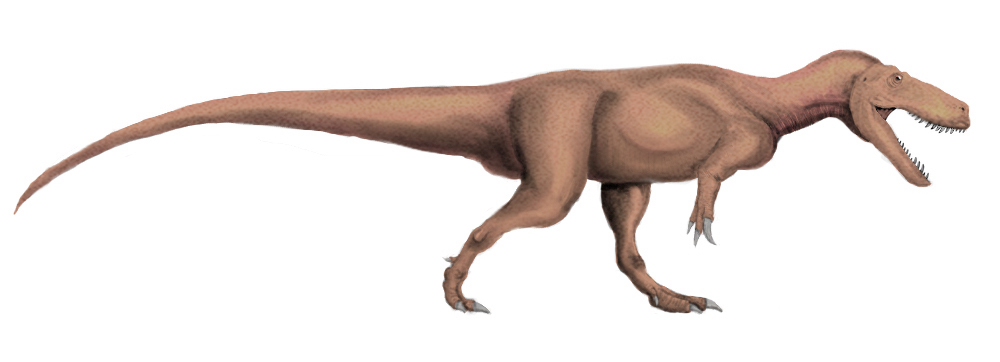
Реконструкция Wiehenvenator

- Wellnhoferia – возможно, птица; возможный синоним Archaeopteryx
- Wendiceratops – Вендицератопс
- Wiehenvenator
- Willinakaqe
- Wintonotitan
- Wuerhosaurus – Вуерозавр
- Wulagasaurus
- Wulatelong – Улателун
- Wulong
- Wyleyia – впоследствии было установлено, что это птица
- "Wyomingraptor" – nomen nudum, синоним Allosaurus

## X
- Xenoceratops – Ксеноцератопс
- Xenoposeidon
- Xenotarsosaurus
- Xianshanosaurus
- Xiaosaurus

- Xiaotingia
- Xingtianosaurus
- Xingxiulong
- Xinjiangovenator
- Xinjiangtitan
- Xiongguanlong – Сюнгуаньлун
- Xixianykus – Сисяник
- Xixiasaurus
- Xixiposaurus
- Xiyunykus
- Xuanhanosaurus
- Xuanhuaceratops

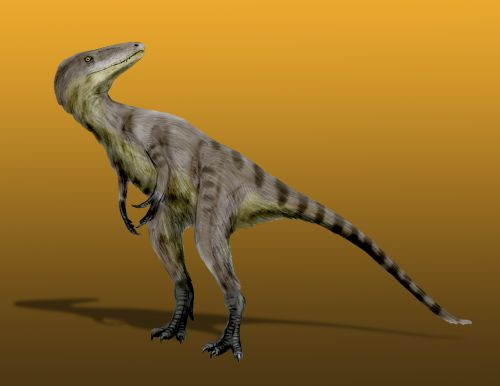
Реконструкция Xiongguanlong

- "Xuanhuasaurus" – nomen nudum; Xuanhuaceratops
- Xunmenglong
- Xuwulong

## Y
- Yaleosaurus – младший синоним Anchisaurus
- Yamaceratops – Ямацератопс
- Yamanasaurus
- Yamatosaurus
- Yanbeilong[120]
- Yandusaurus – Яндузавр
- Yangchuanosaurus
- Yaverlandia
- Yehuecauhceratops
- "Yezosaurus" – nomen nudum; впоследствии был признан младшим синонимом мозазавра Taniwhasaurus

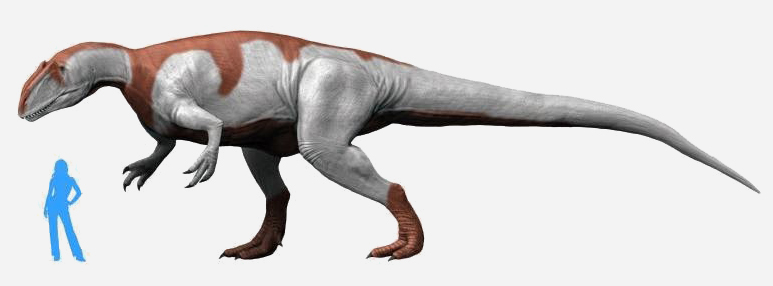
РеконструкцияYangchuanosaurus

- Yi
- "Yibinosaurus" – nomen nudum РеконструкцияYangchuanosaurus
- Yimenosaurus
- Yingshanosaurus
- Yinlong – Иньлун
- Yixianosaurus
- Yizhousaurus
- Yongjinglong
- Ypupiara[121]
- "Yuanmouraptor" – nomen nudum
- Yuanmousaurus
- Yuanyanglong[122]
- Yueosaurus
- Yulong – Юлун
- Yunganglong
- Yunmenglong
- Yunnanosaurus
- "Yunxianosaurus" – nomen nudum
- Yunyangosaurus
- Yurgovuchia
- Yutyrannus – Ютиранн
- Yuxisaurus[123]
- Yuzhoulong[124]

## Z
- Zalmoxes
- Zanabazar
- Zanclodon – Занклодон; не является динозавром
- Zapalasaurus
- Zapsalis
- Zaraapelta
- Zatomus – архозавр, не связанный с динозаврами
- Zby
- Zephyrosaurus – Зефирозавр
- Zhanghenglong
- Zhejiangosaurus
- Zhenyuanlong

- Zhongjianosaurus
- Zhongornis – птица

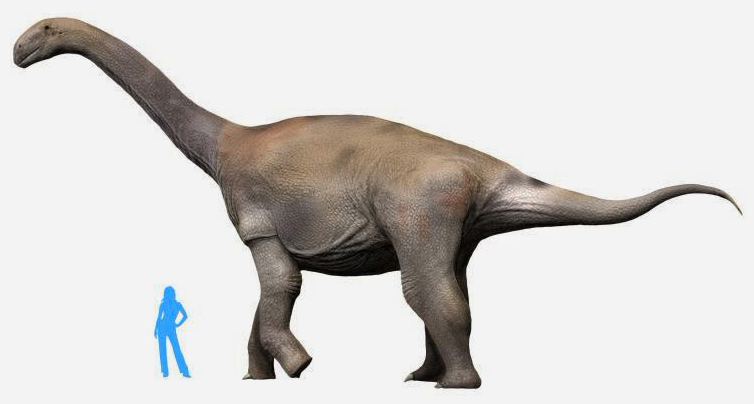
Реконструкция Zby

- Zhongyuansaurus  – возможный младший синоним Gobisaurus
- Zhuchengceratops – Чжучэнцератопс
- Zhuchengosaurus – младший синоним Shantungosaurus
- Zhuchengtitan
- Zhuchengtyrannus – Чжучэнтираннус
- Ziapelta
- Zigongosaurus – возможно, вид в составе рода Mamenchisaurus
- Zizhongosaurus
- Zuniceratops – Зуницератопс
- "Zunityrannus" – nomen nudum, Suskityrannus
- Zuolong
- Zuoyunlong
- Zupaysaurus – Зупайзавр
- Zuul